# Museo de Escultura al Aire Libre de Alcalá de Henares

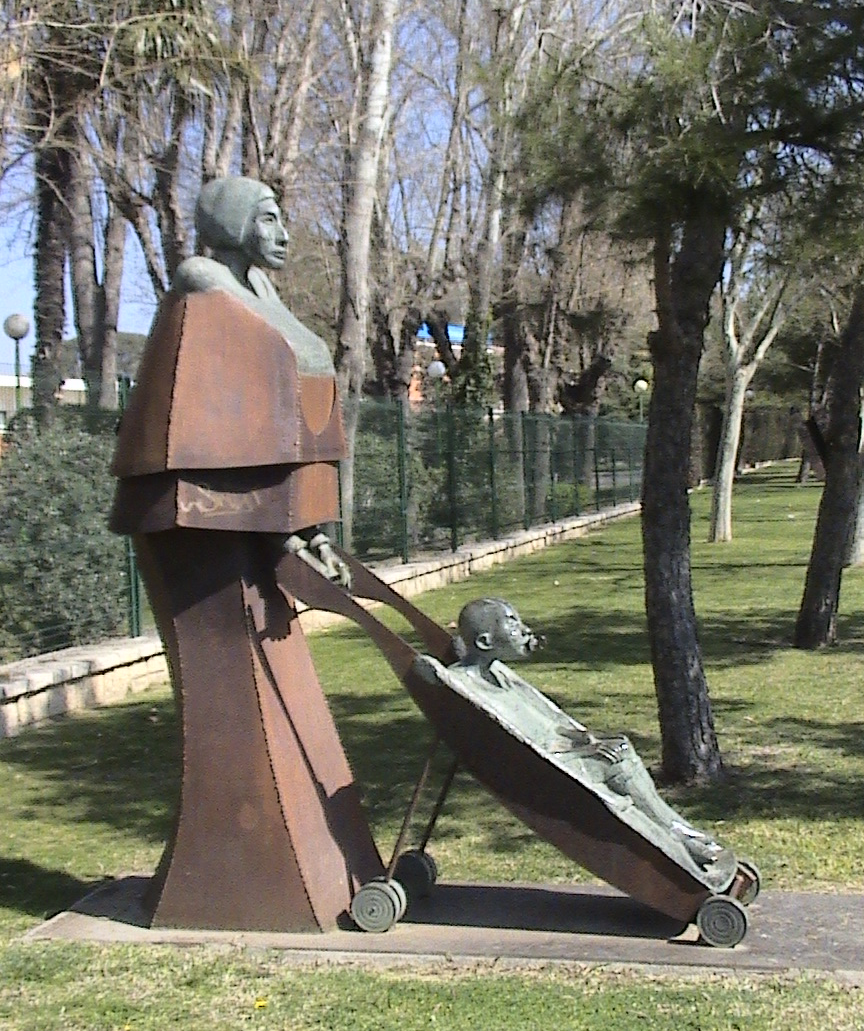
Sculptuur van Jorge Seguí.

Museo de Escultura al Aire Libre de Alcalá de Henares is een publiek beeldenpark in Alcalá de Henares in de Spaanse regio Madrid.
Het park is in 1991 geïnitieerd door de beeldhouwer José Noja (1938) naar het voorbeeld van een soortgelijk beeldenpark in Madrid, het Museo de Escultura al Aire Libre (Madrid), van start gegaan in 1992 en met 48 sculpturen voor het publiek opengesteld in augustus 1993. Zowel figuratieve als abstracte, moderne en hedendaagse werken van Spaanse kunstenaars maken deel uit van de collectie. In twee volgende fasen werd het park uitgebreid met nog eens 50 respectievelijk 49 beelden, zodat de collectie thans 147 kunstwerken telt en daarmee geldt als een van de grootste in Spanje. De beelden staan voor het merendeel opgesteld langs de Vía Complutense.

## Beeldhouwers
De collectie omvat beeldhouwwerken van onder anderen:
| - Agar Blasco - Aizkorbe - Alberto Guzmán - Amadeo Gabino - Aurelio Teno - Beatiz Kohn - Berrutti - Camín - Carlos Evangelista - Carlos García Muela - Carlos Prada - Carmen Castillo - Carmen Perujo - Cristóbal - Elena Laverón - Encarnación Hernández - Enrique Ramos Guerra - Ernesto Knörr - Feliciano Hernández - Fernando Suárez | - Ferreiro Badía - Francisco Barón - Gaudi Esté - Gil Arévalo - Isidro Blasco - Javier Santxotena - Javier Sauras - Jesús Molina - Joan Llacer - Jorge Seguí - Jorge Varas - José Lamiel - José Luis Pequeño - José Luis Sánchez - José Manuel Alberdi - José Noja - Lilianne Katsuki - Lorenzo Frechilla - Luis Caruncho | - María Carretero - María Teresa Torras - Máximo Trueba - Miguel Moreno - Nassio - Noud de Wolf - Pablo Serrano Aguilar - Rafael Barrios - Rafael Muyor - Ramiro Arango - Ricardo Beleña - Enrique Carbajal González - Teresa Eguibar - Torres Guardia - Úrculo - Venancio Blanco - Vicente Ortí - Xabier Laka - Xuxo Vázquez |

## Fotogalerij

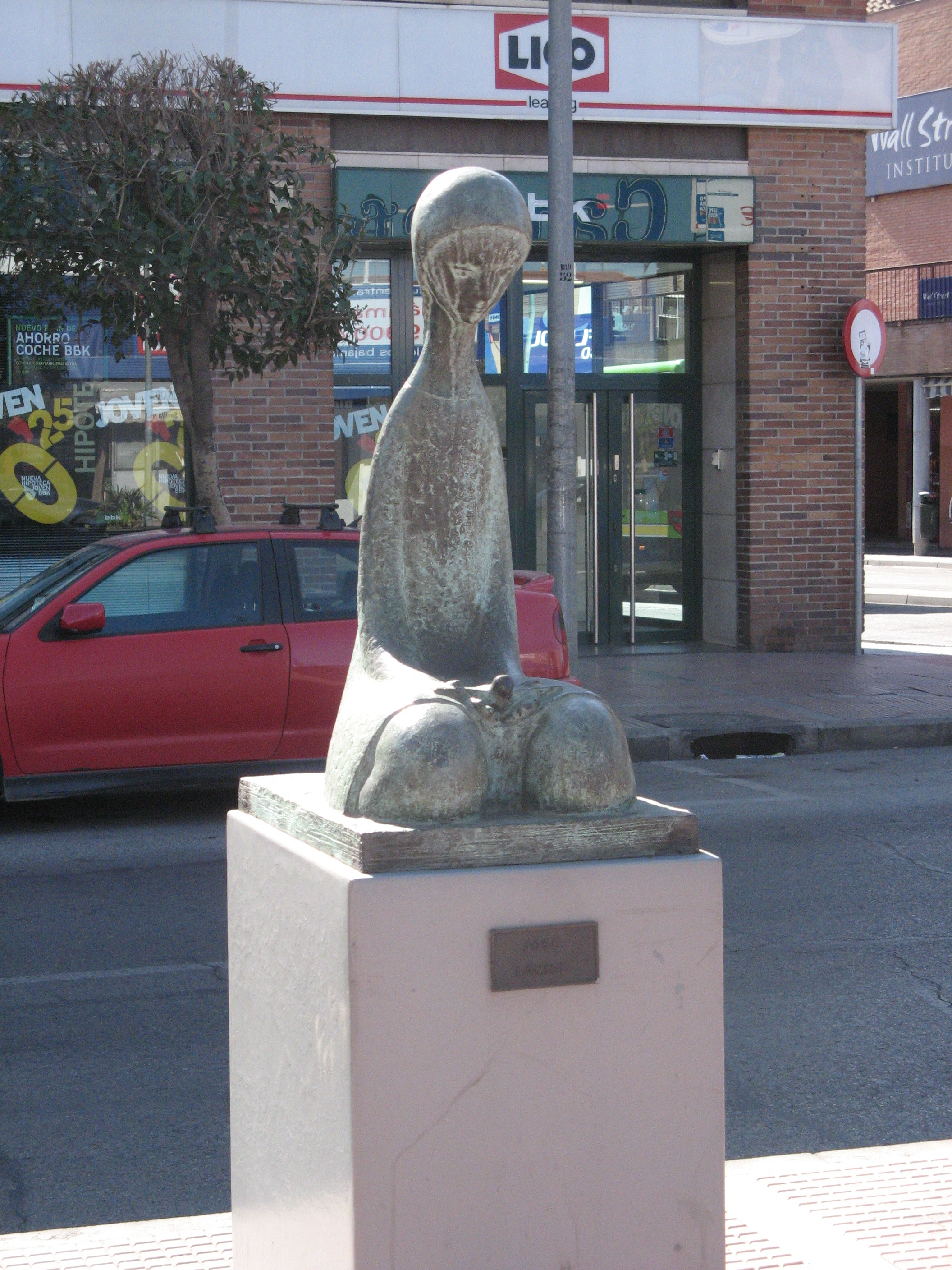
José Lamiel
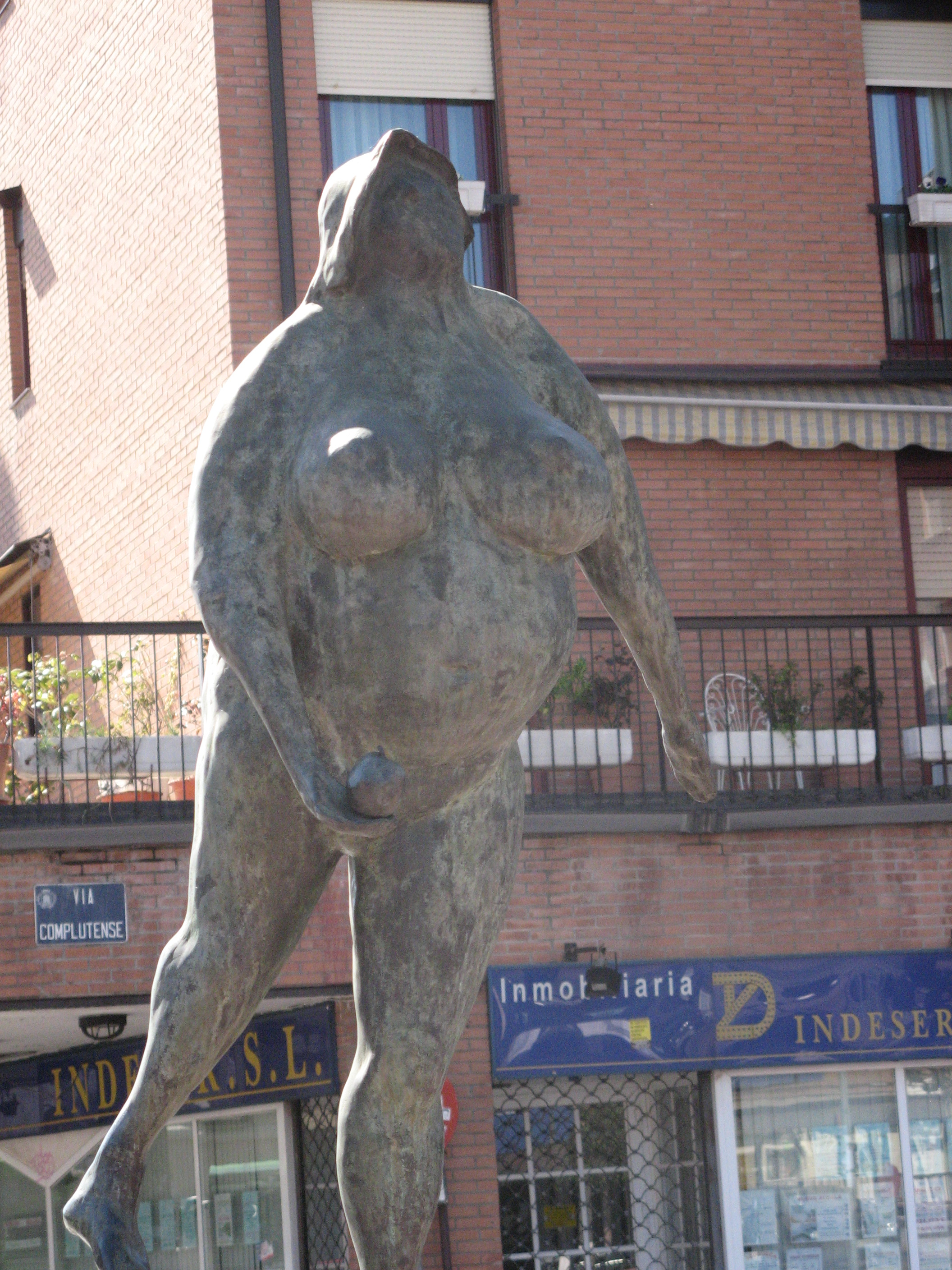
Fernando Suárez
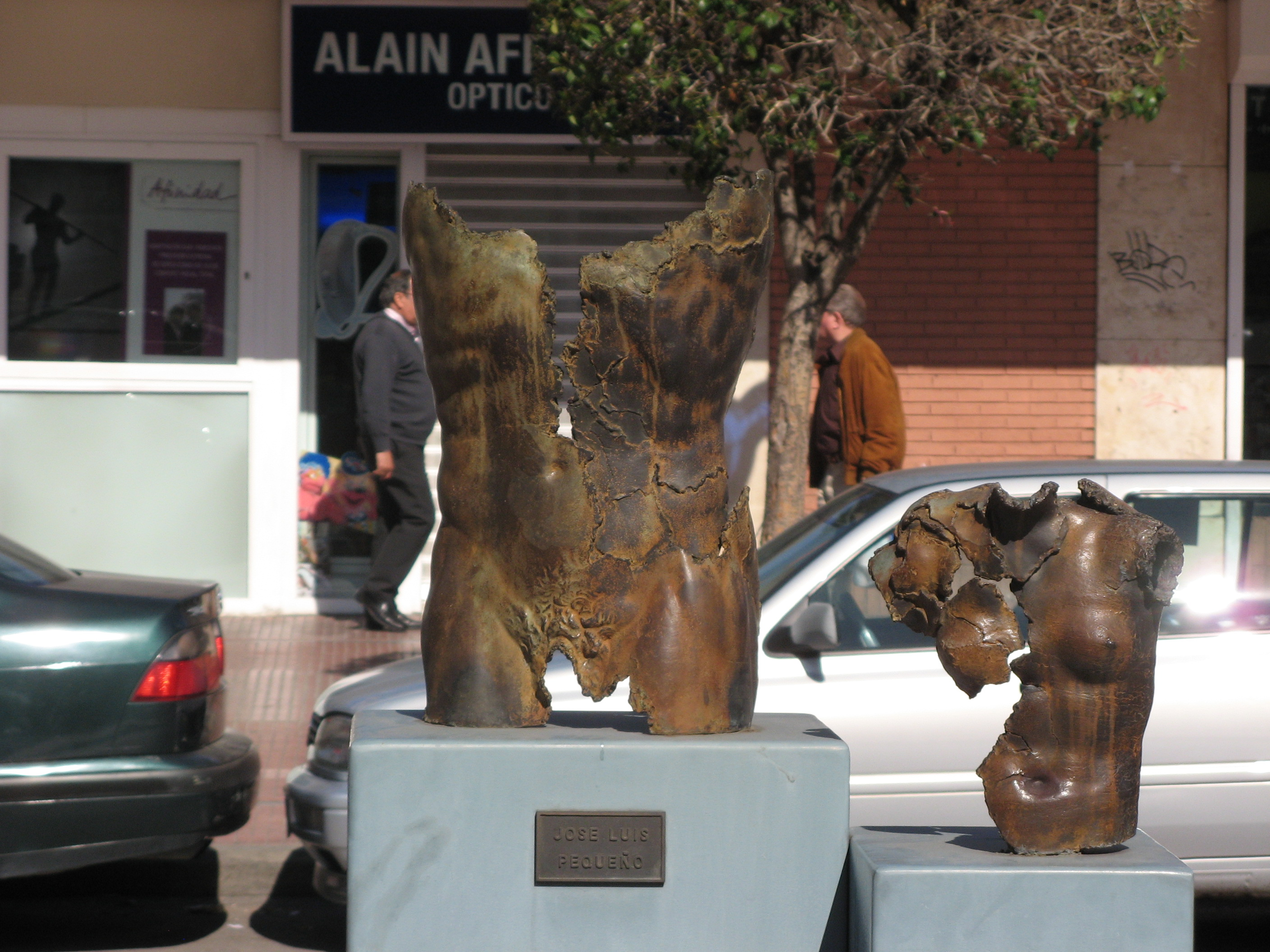
José Luis Pequeño
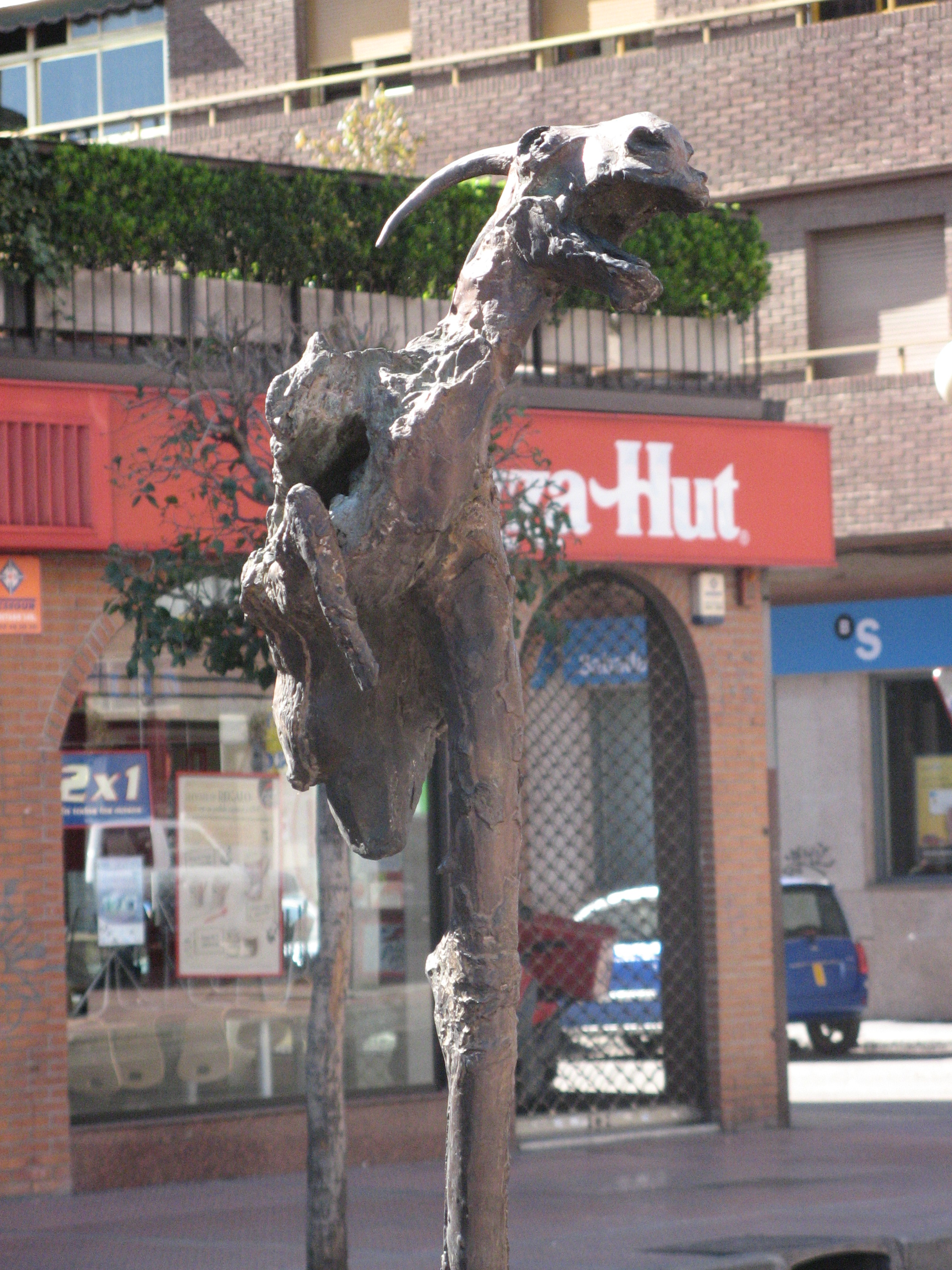
Aurelio Teno
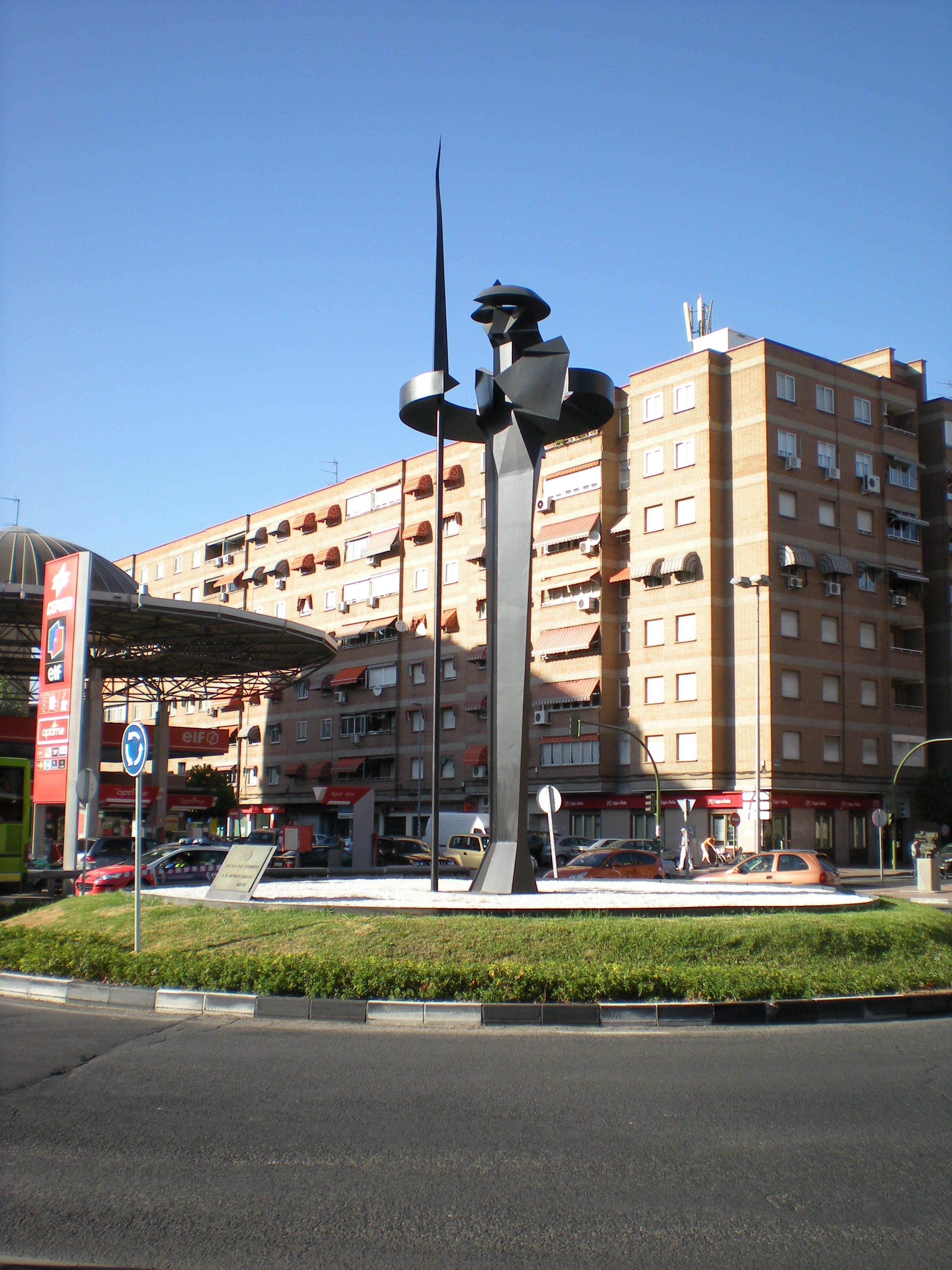
Enrique Carbajal González (Sebastián). Quijote (2007)
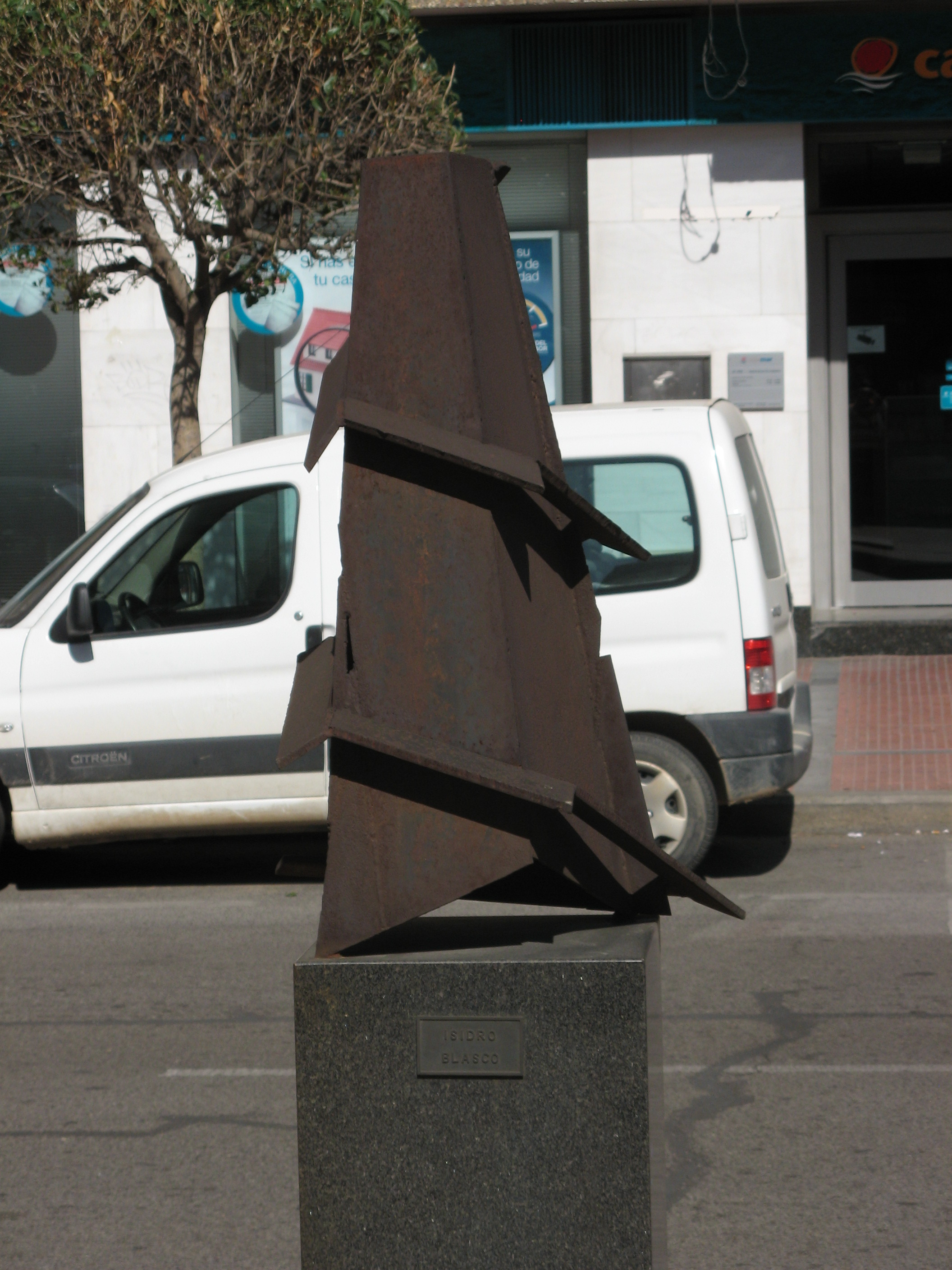
Isidro Blasco
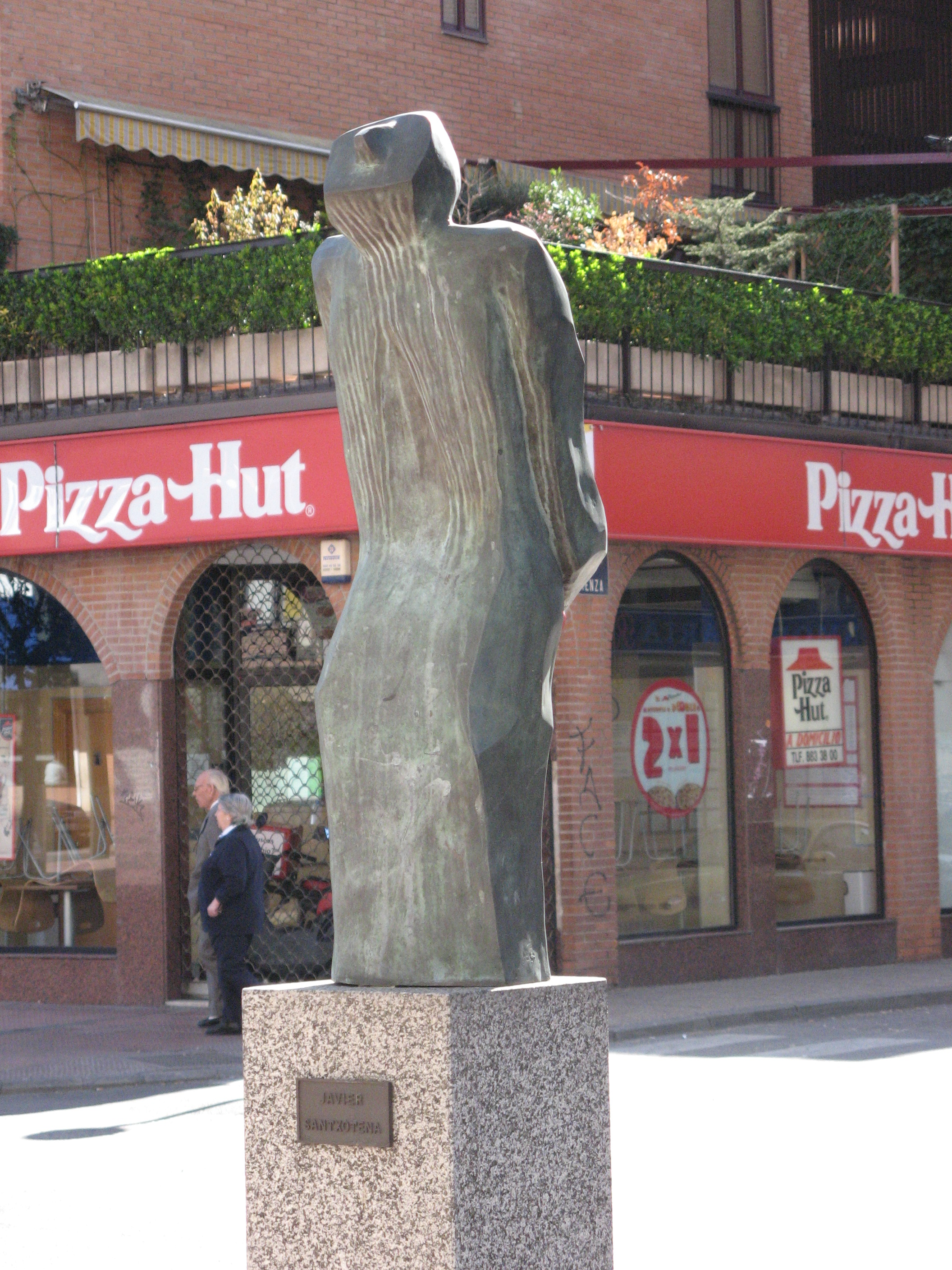
Javier Santxotena
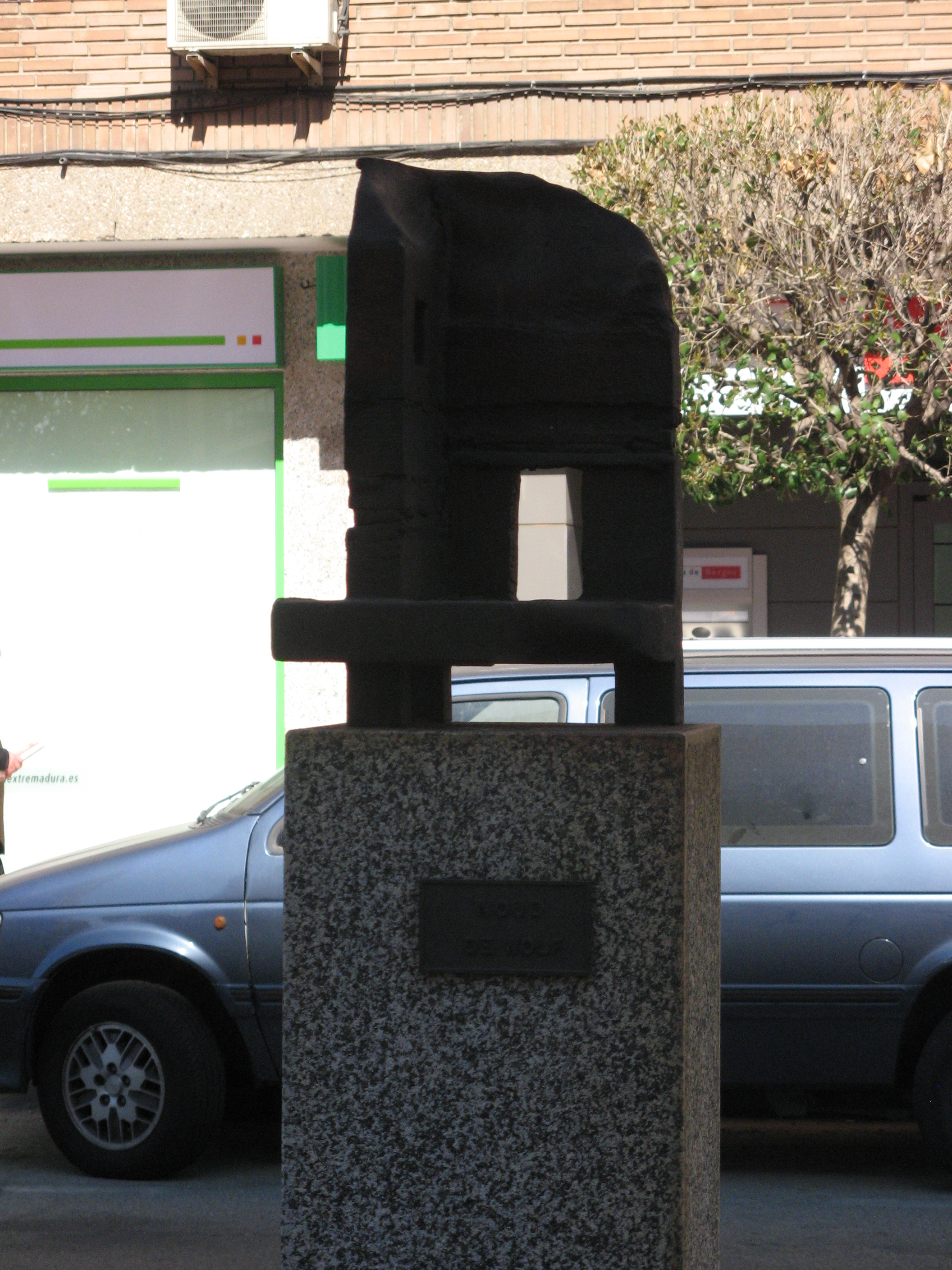
Noud de Wolf
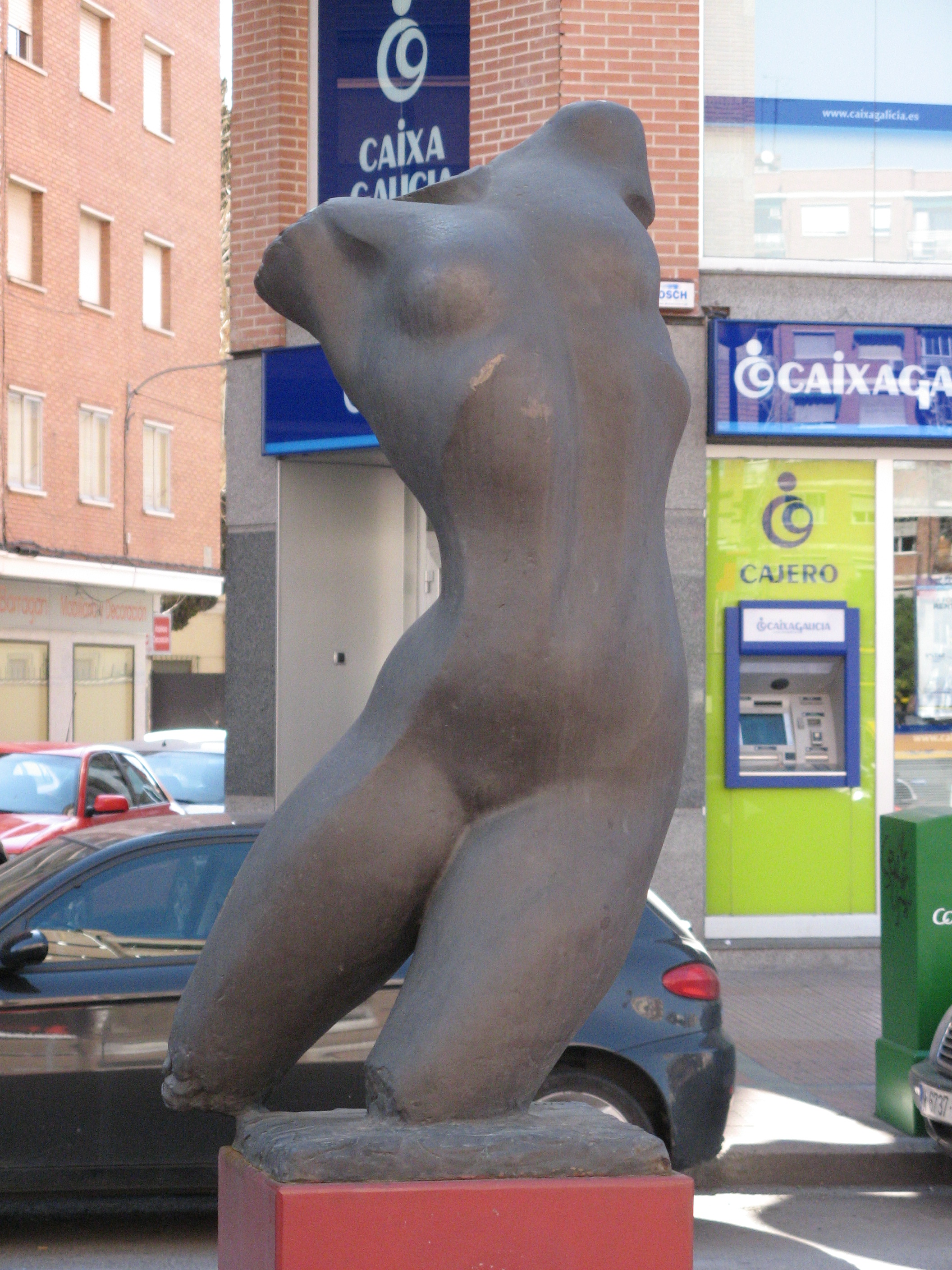
Miguel Moreno
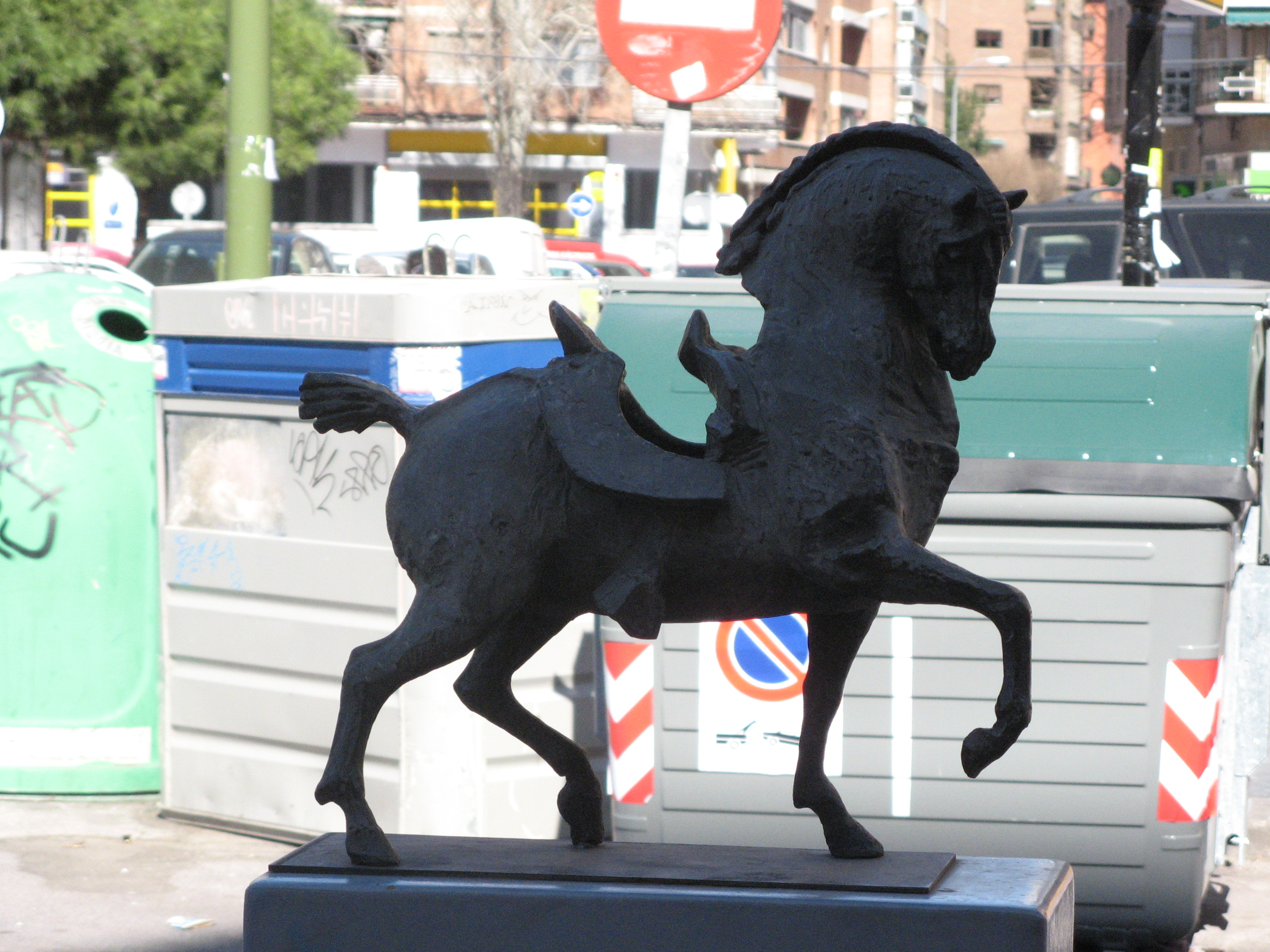
Venancio Blanco
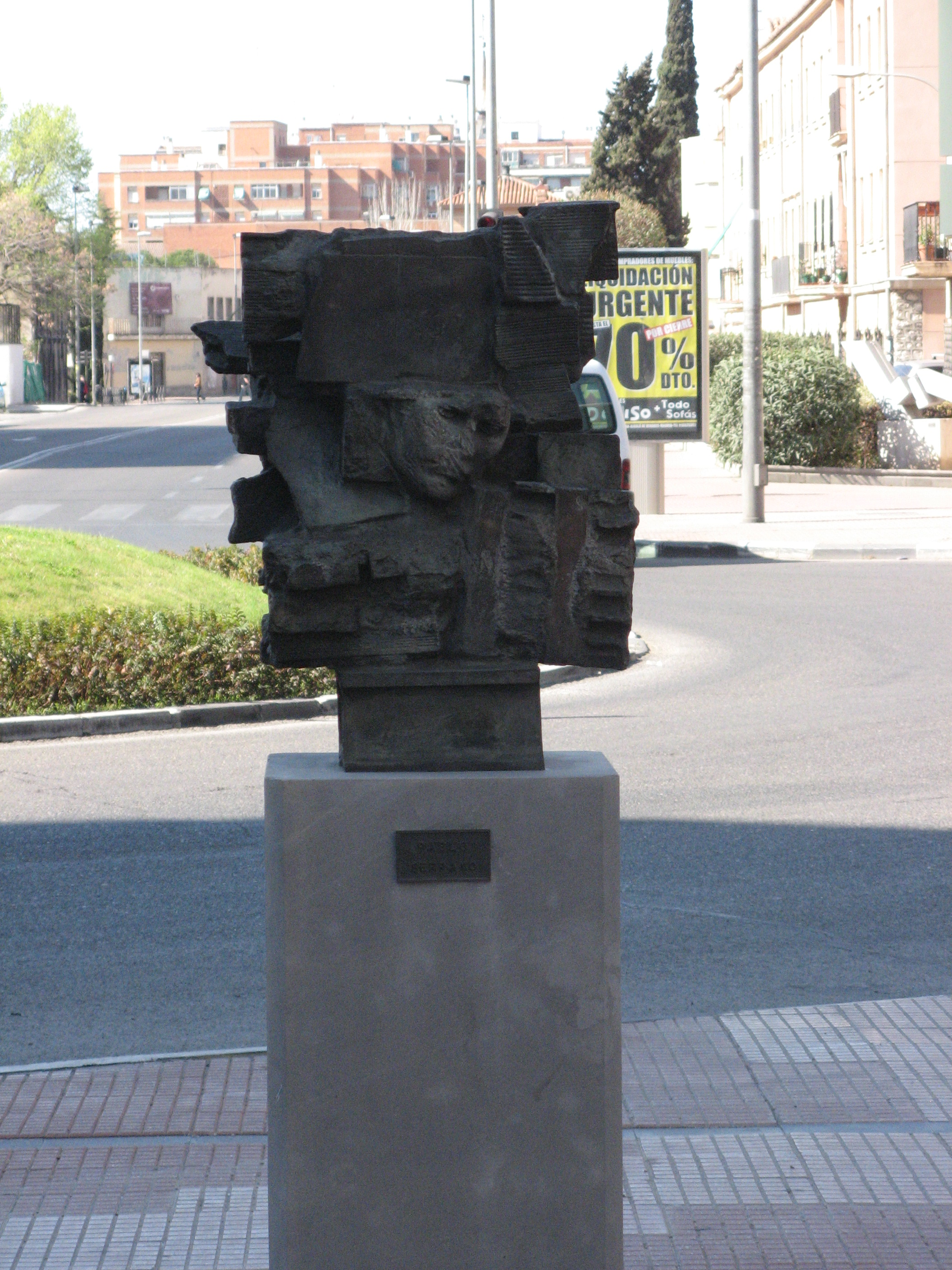
Pablo Serrano Aguilar
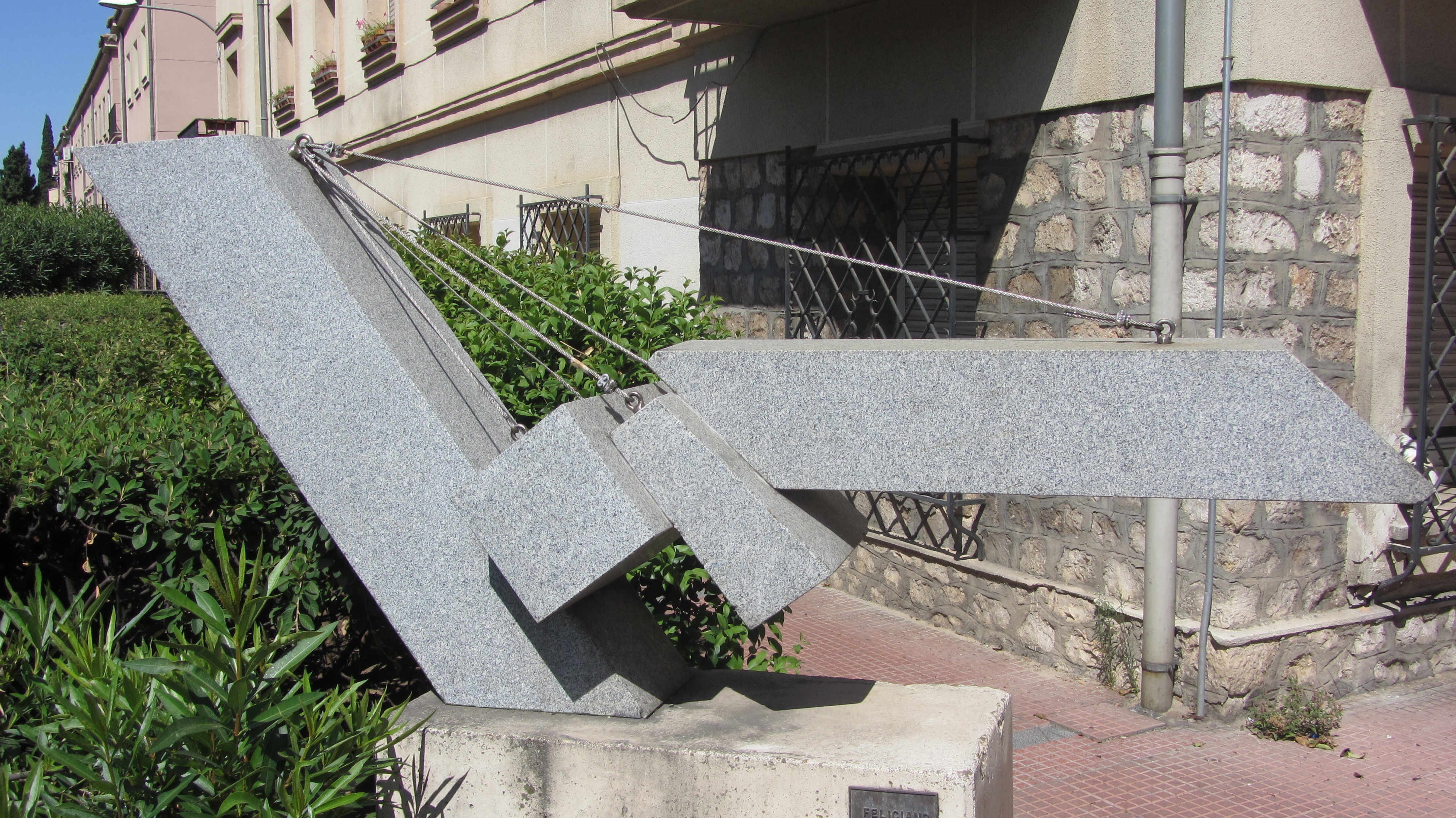
Feliciano
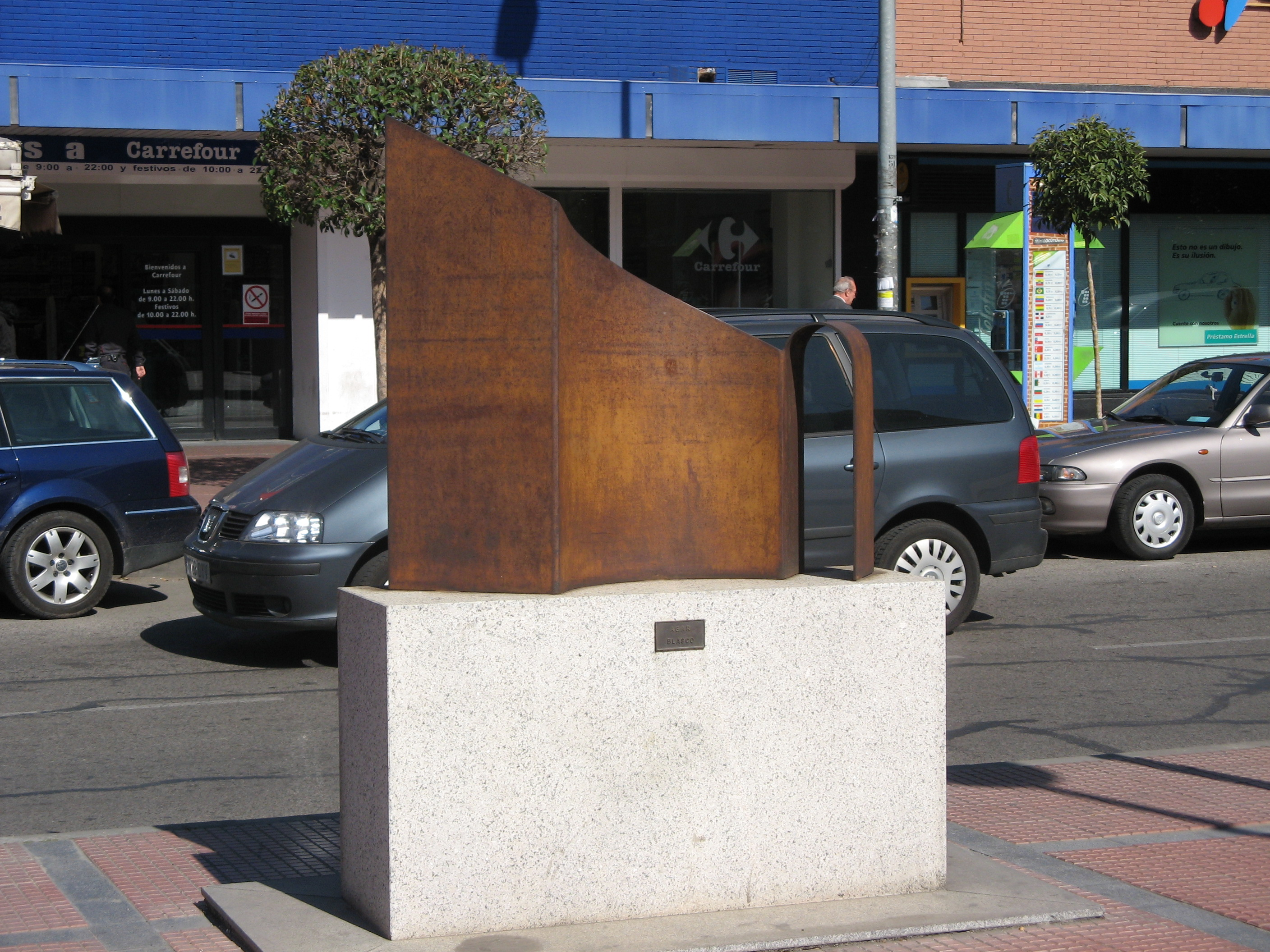
Agar Blasco
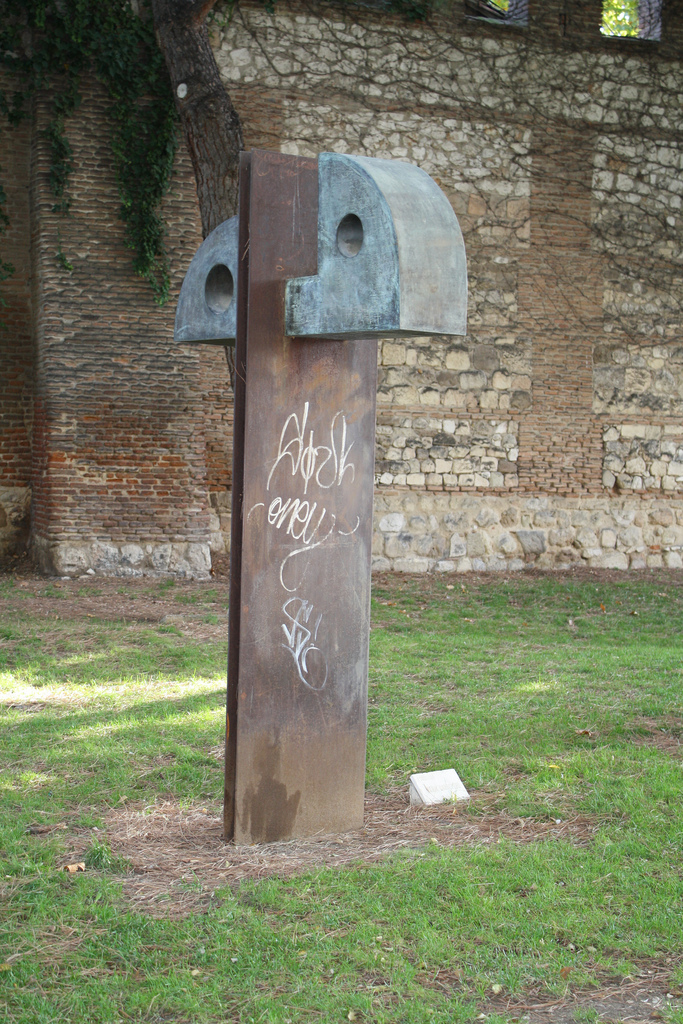
María Carretero. Pareja de Salvador (1993)
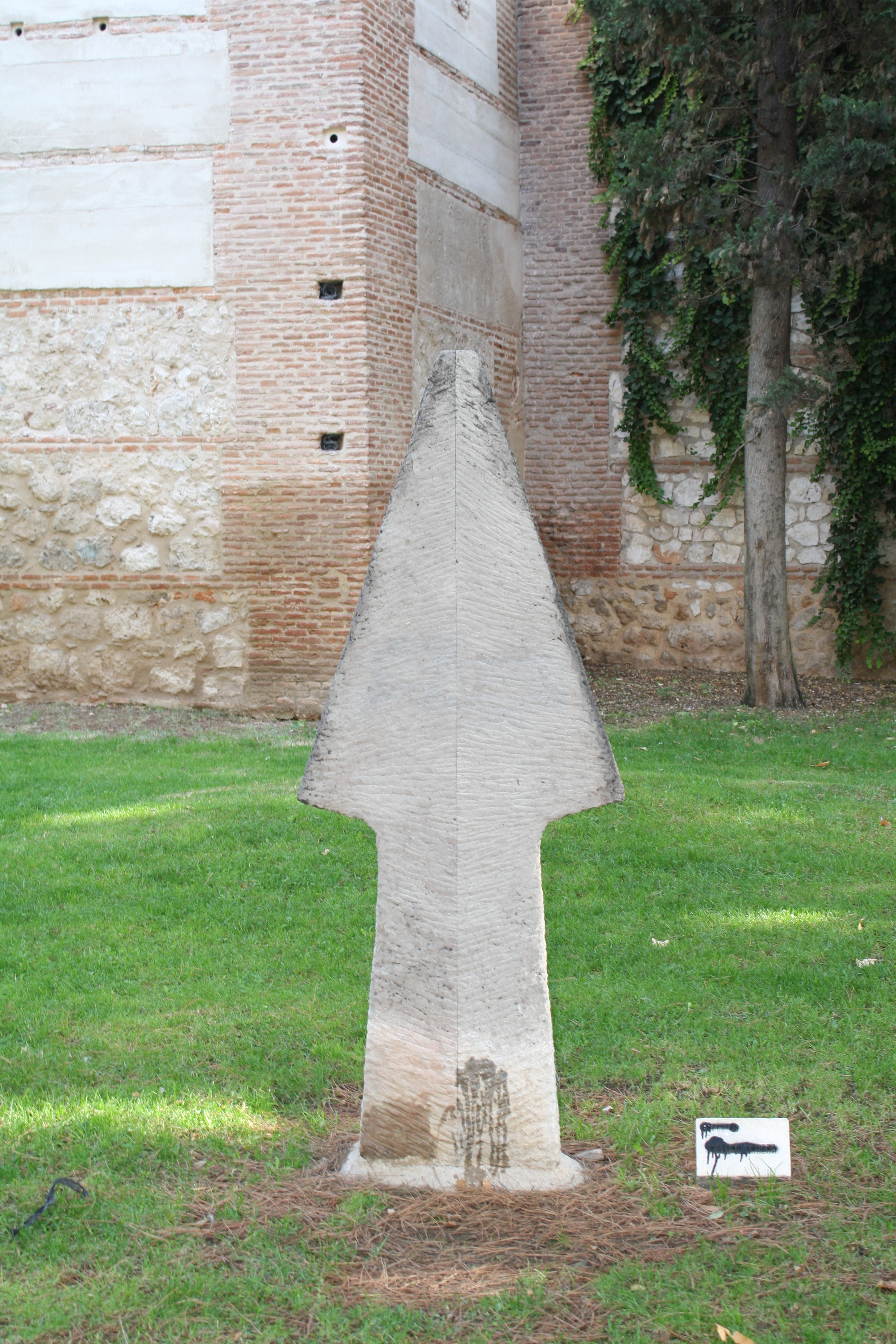
Máximo Trueba
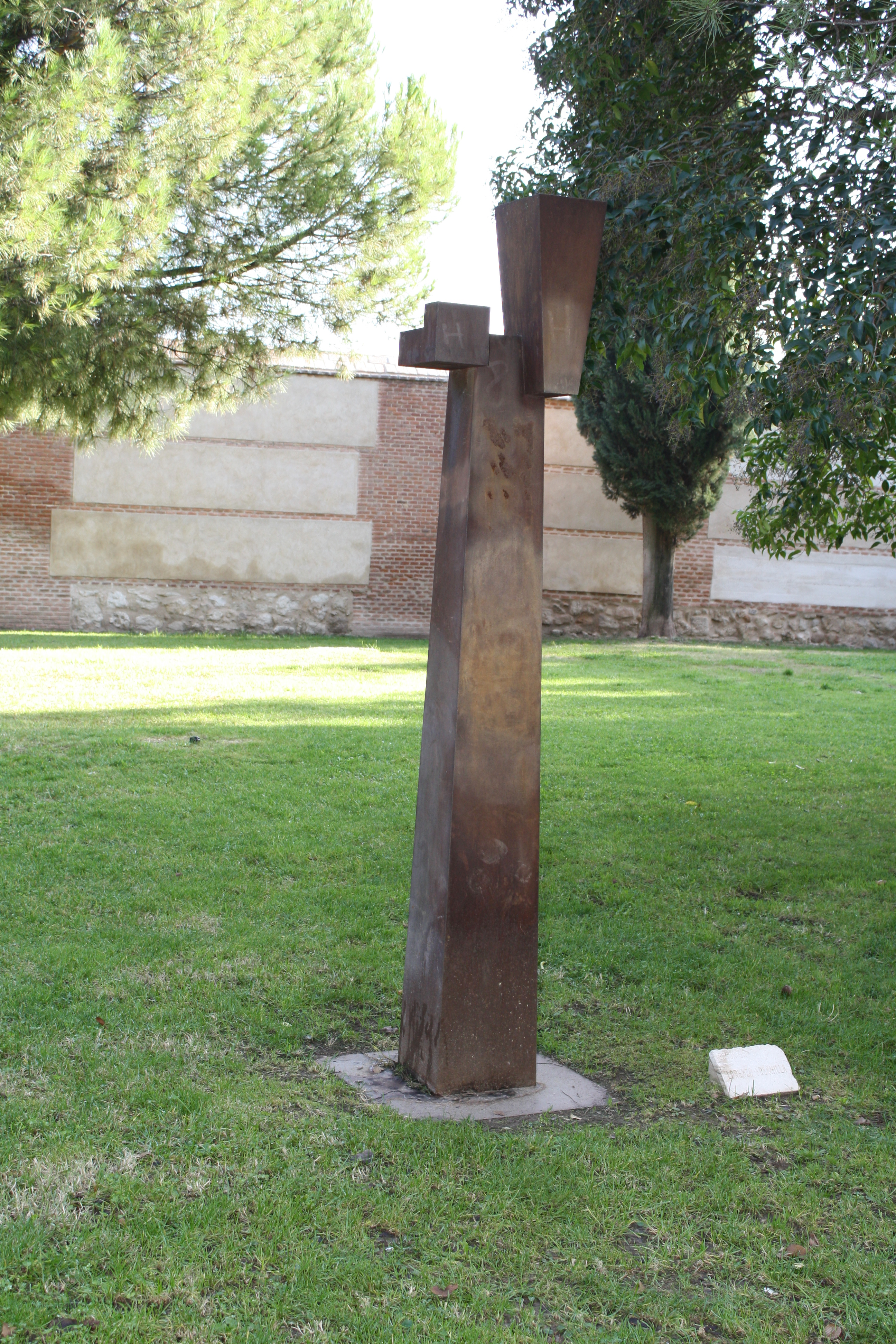
Lorenzo Frechilla
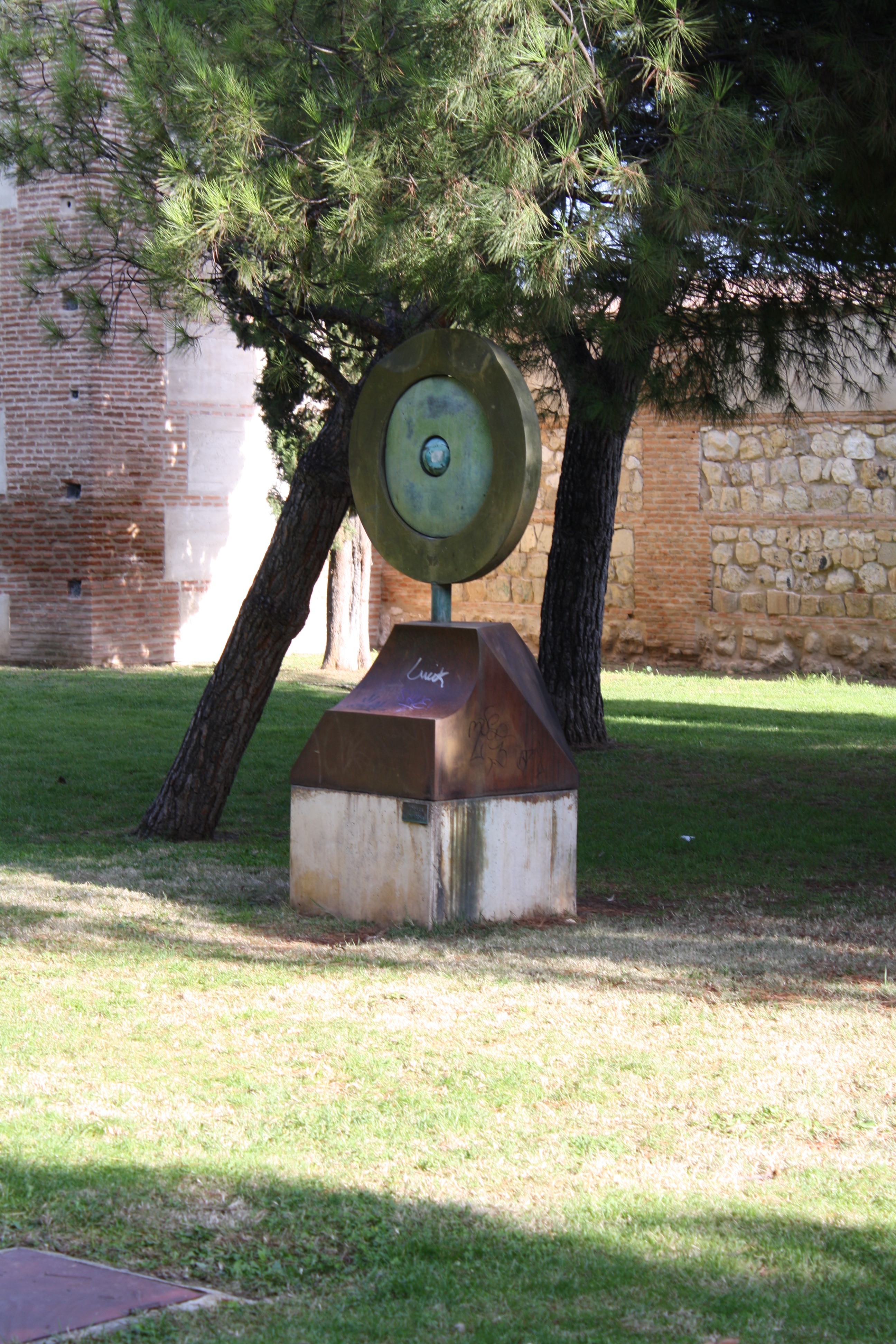
Torres Guardia
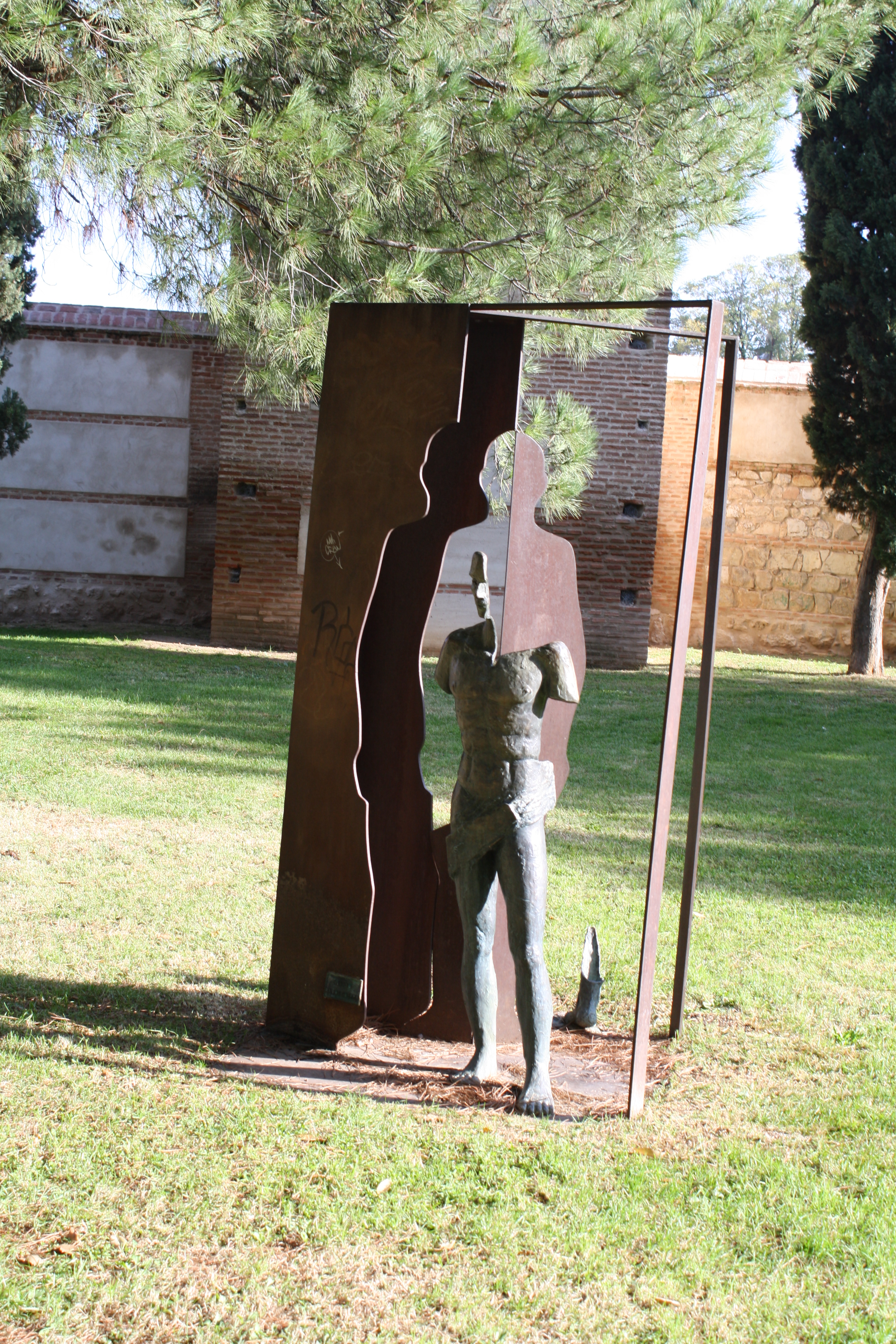
Enrique Ramos Guerra
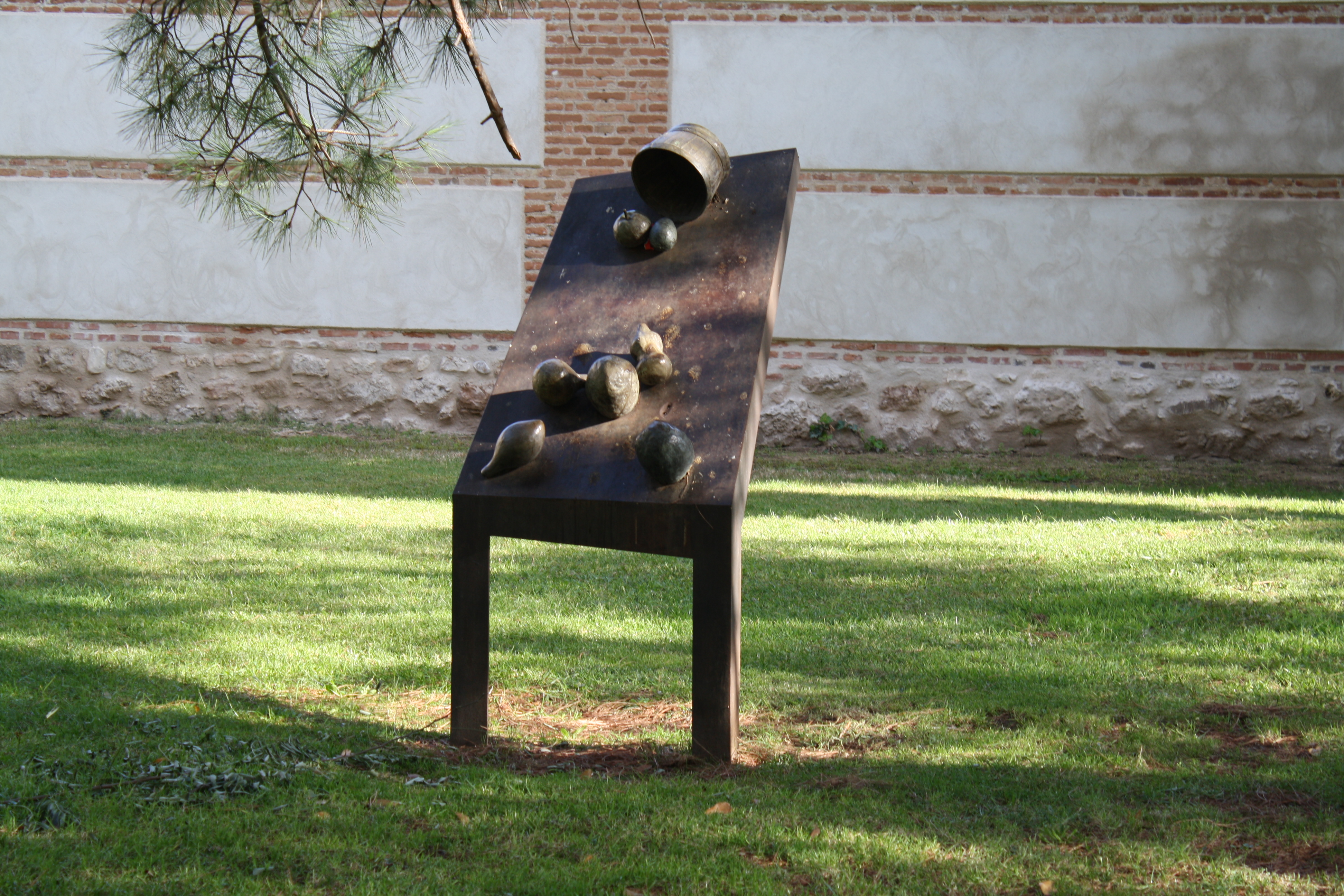
Ramiro Arango
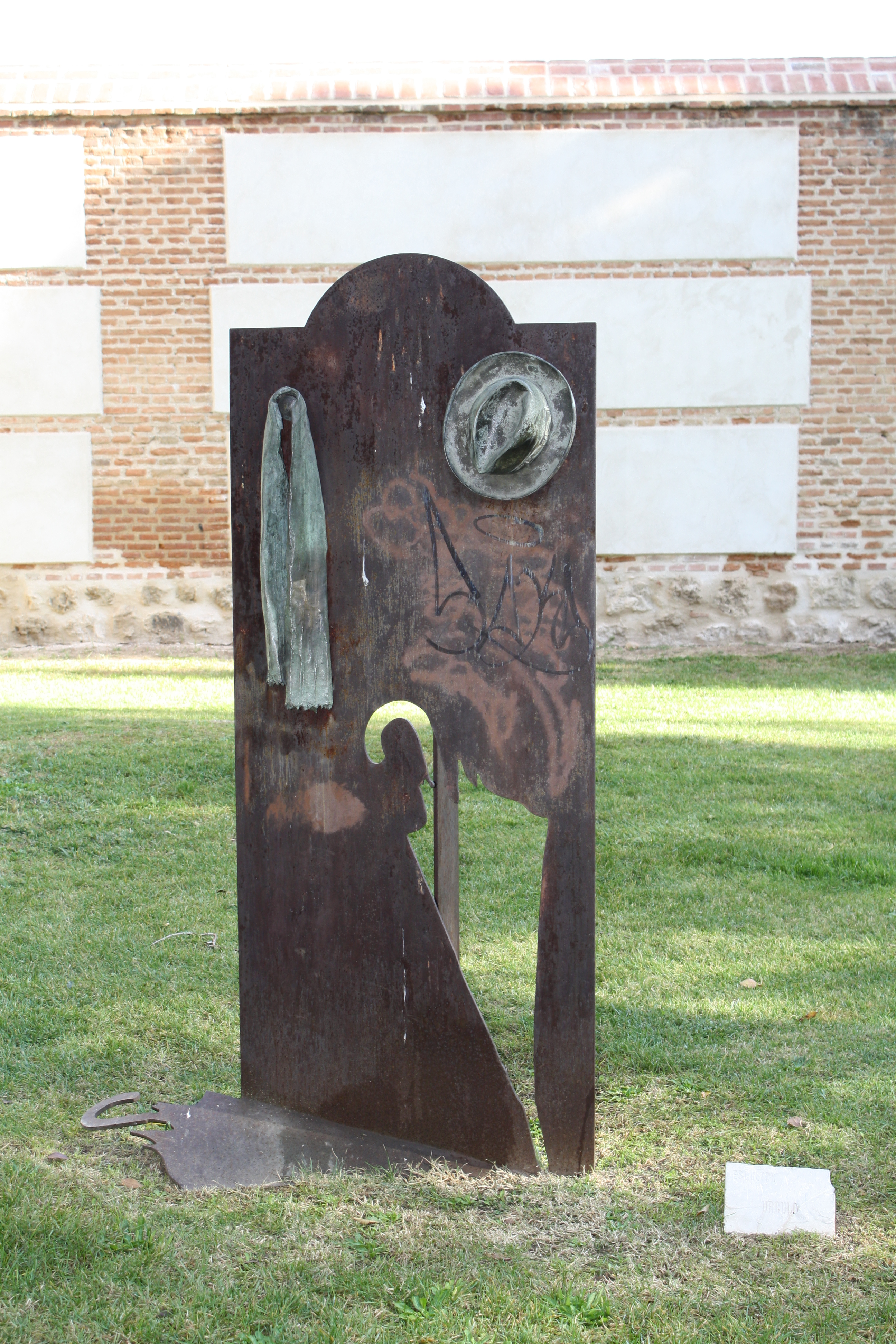
Úrculo
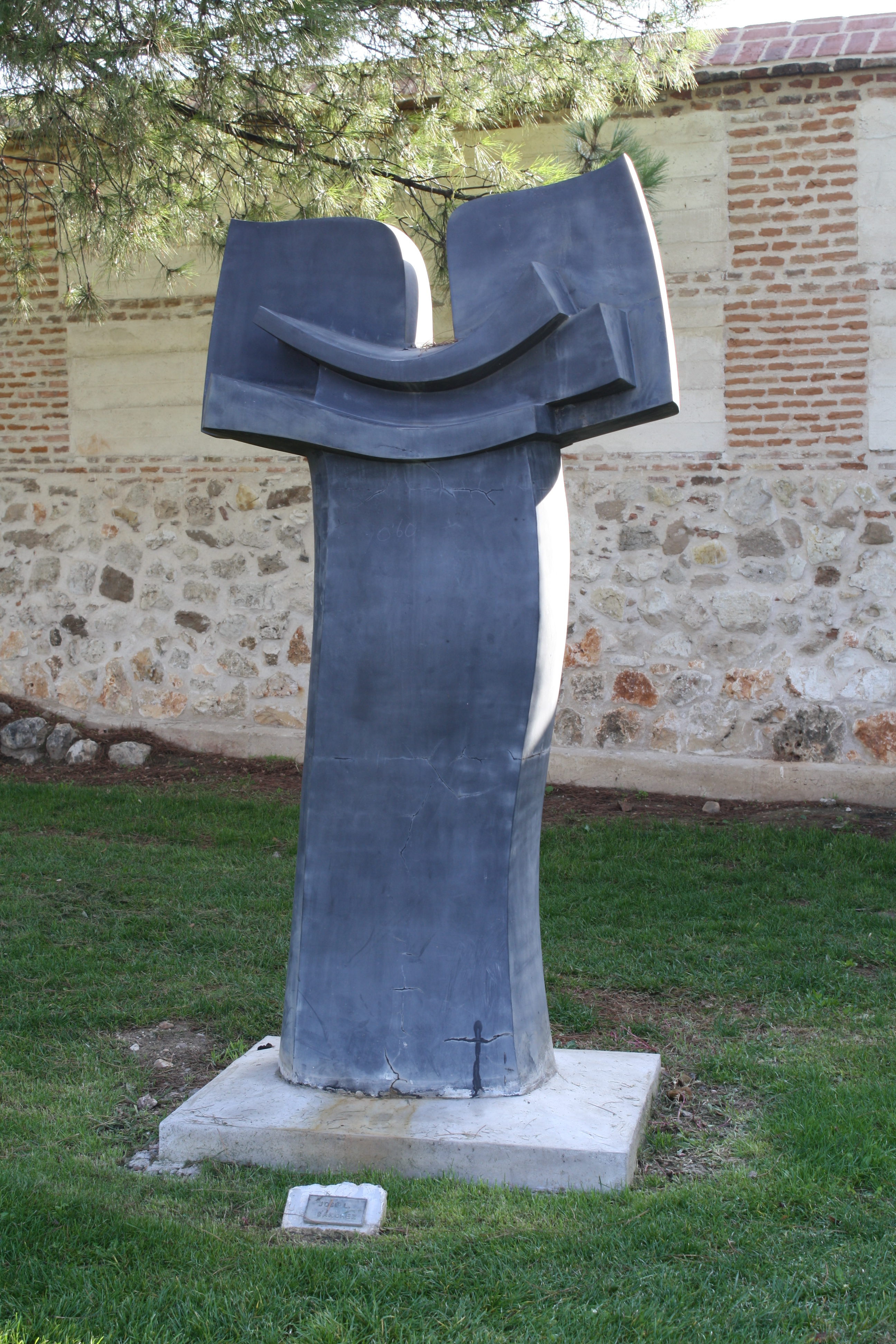
José Luis Sánchez
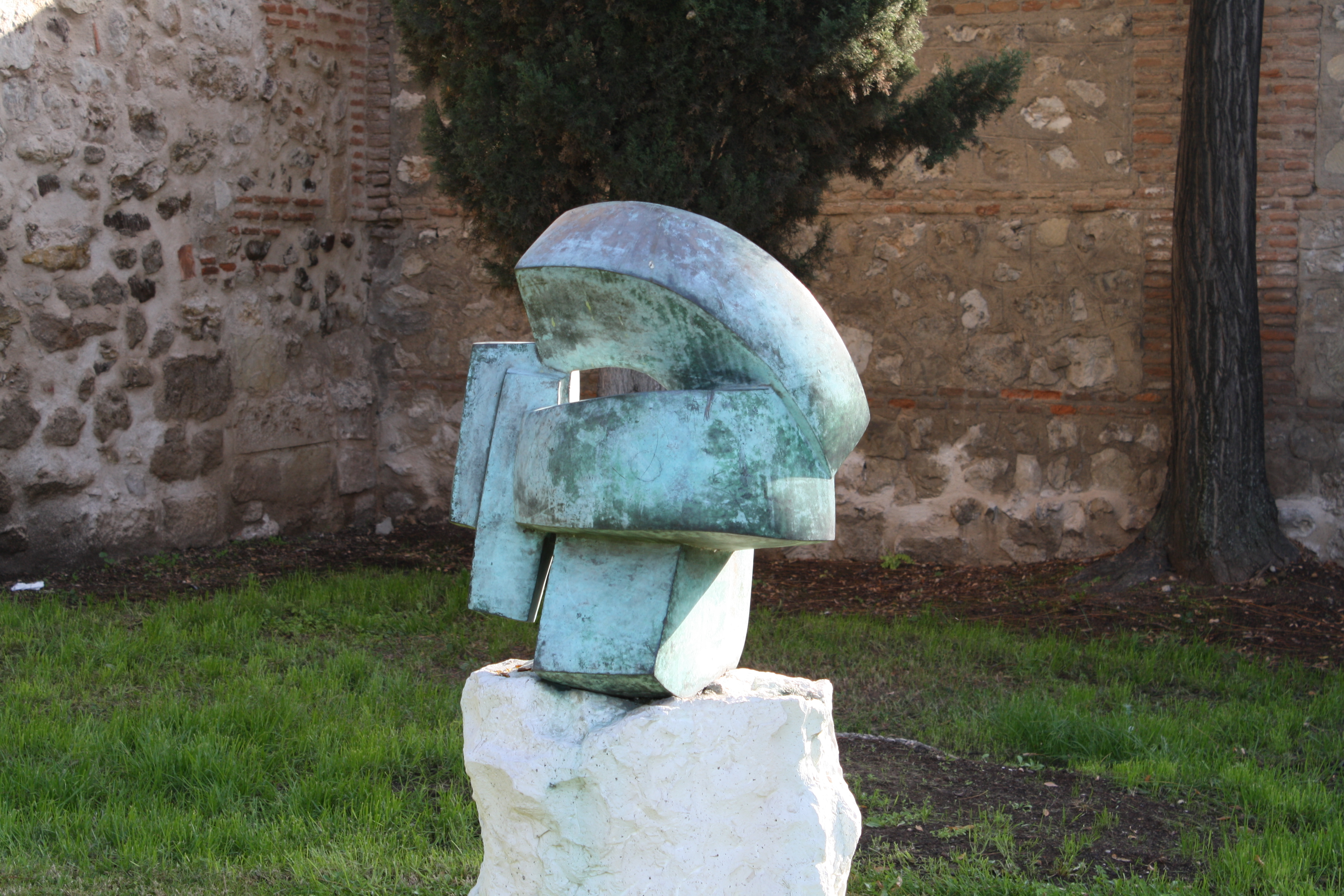
Francisco Barón
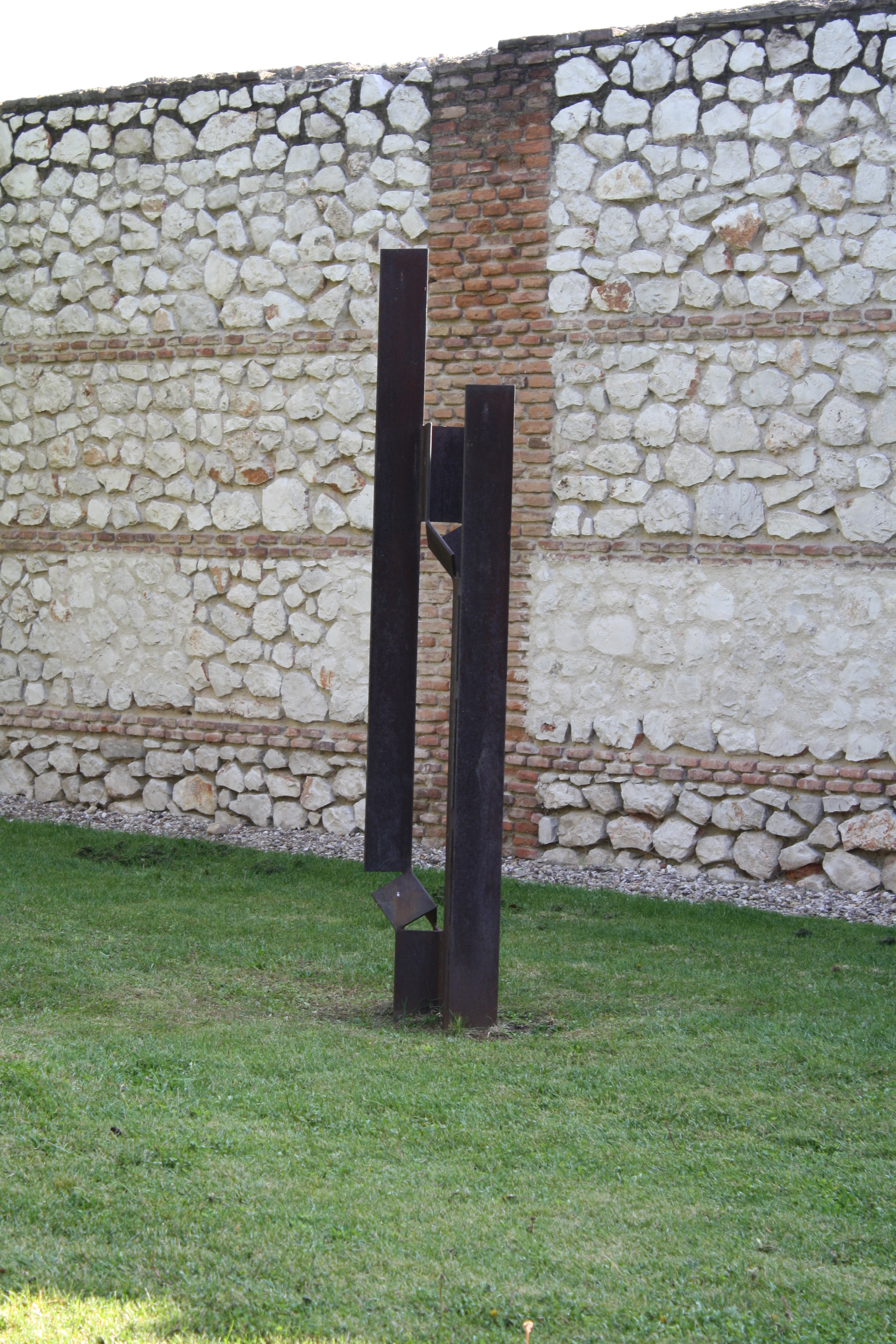
Camín
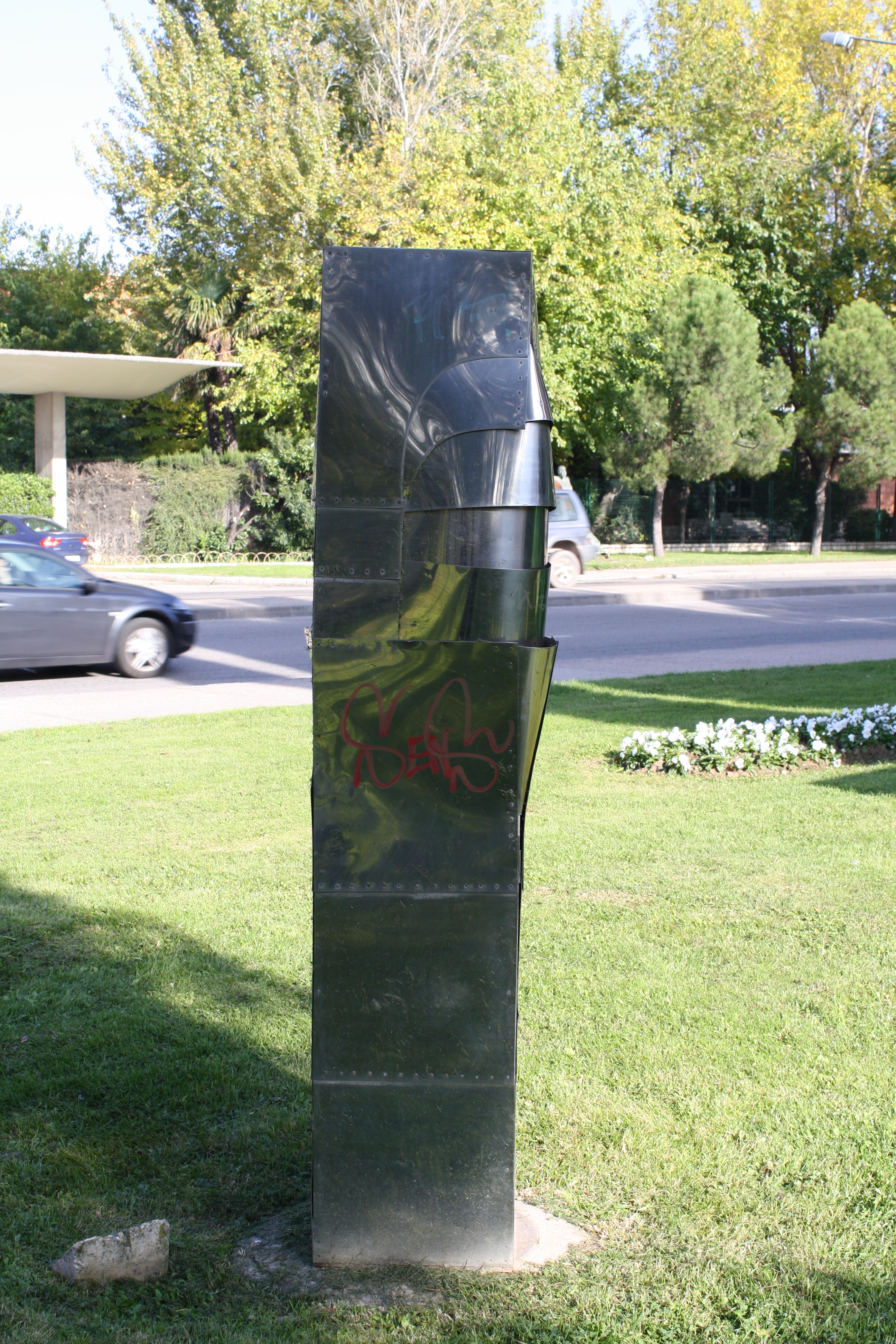
Amadeo Gabino
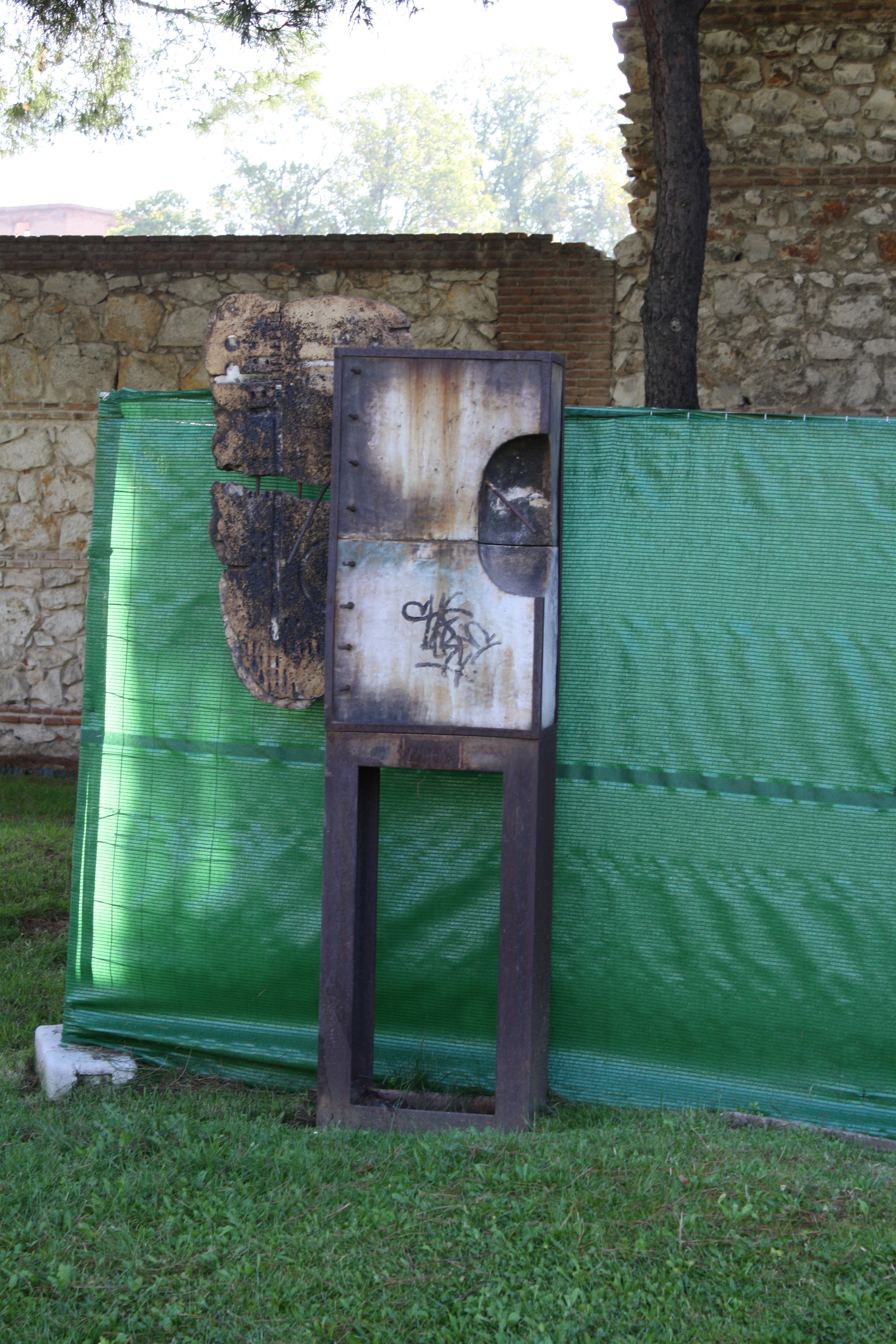
Joan Llacer
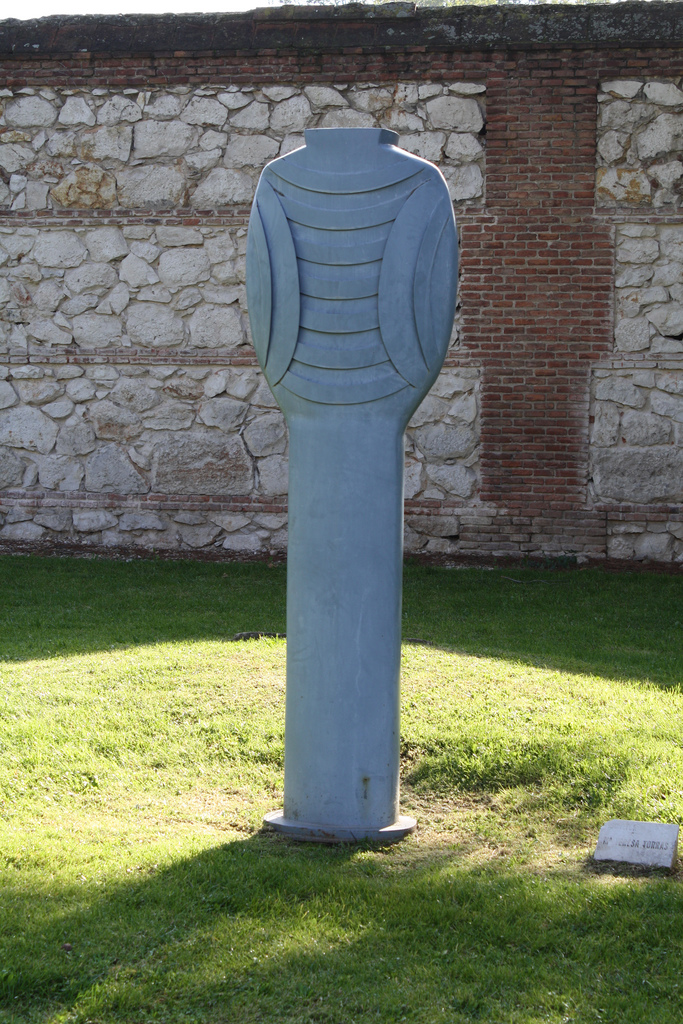
María Teresa Torras
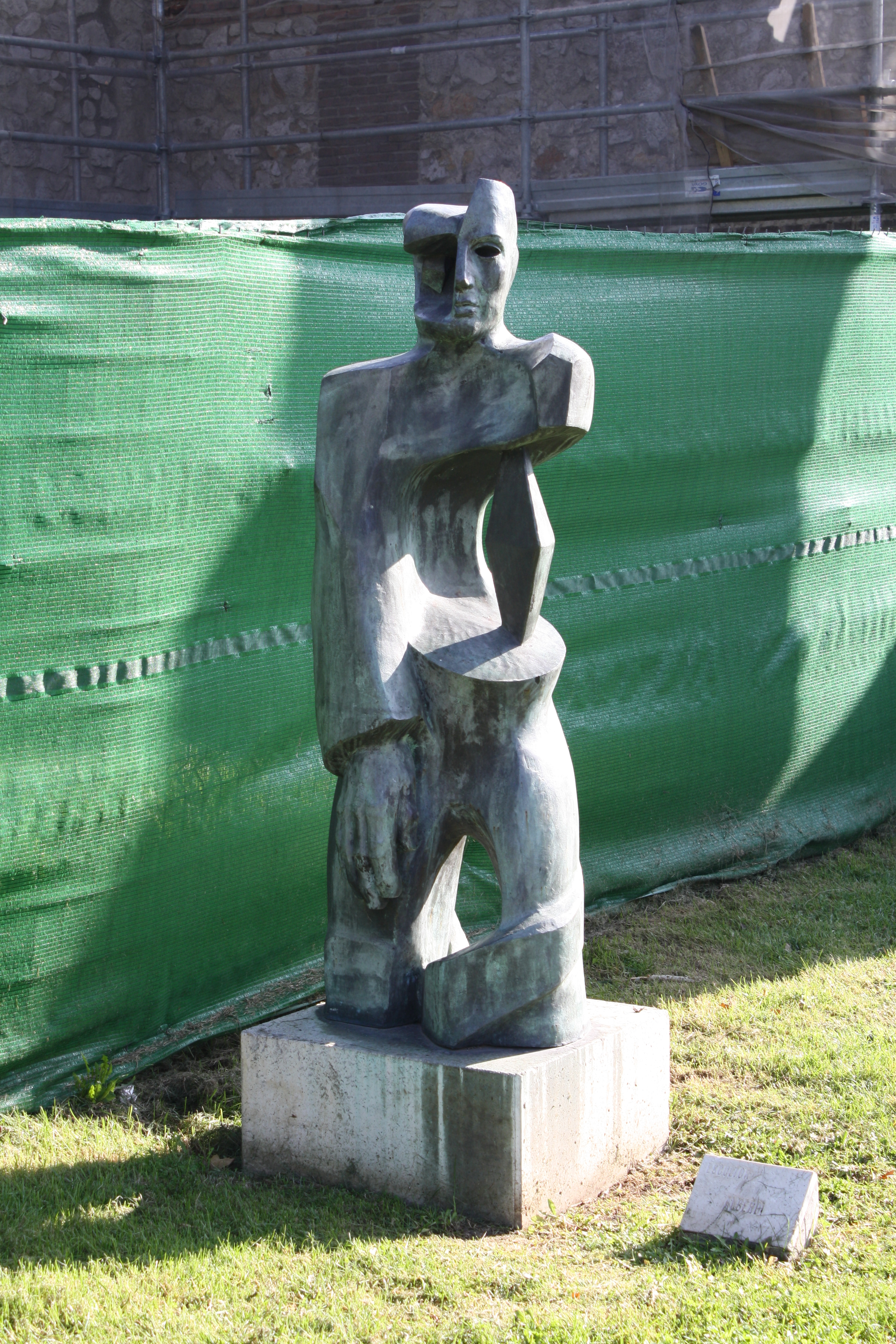
José Manuel Alberdi
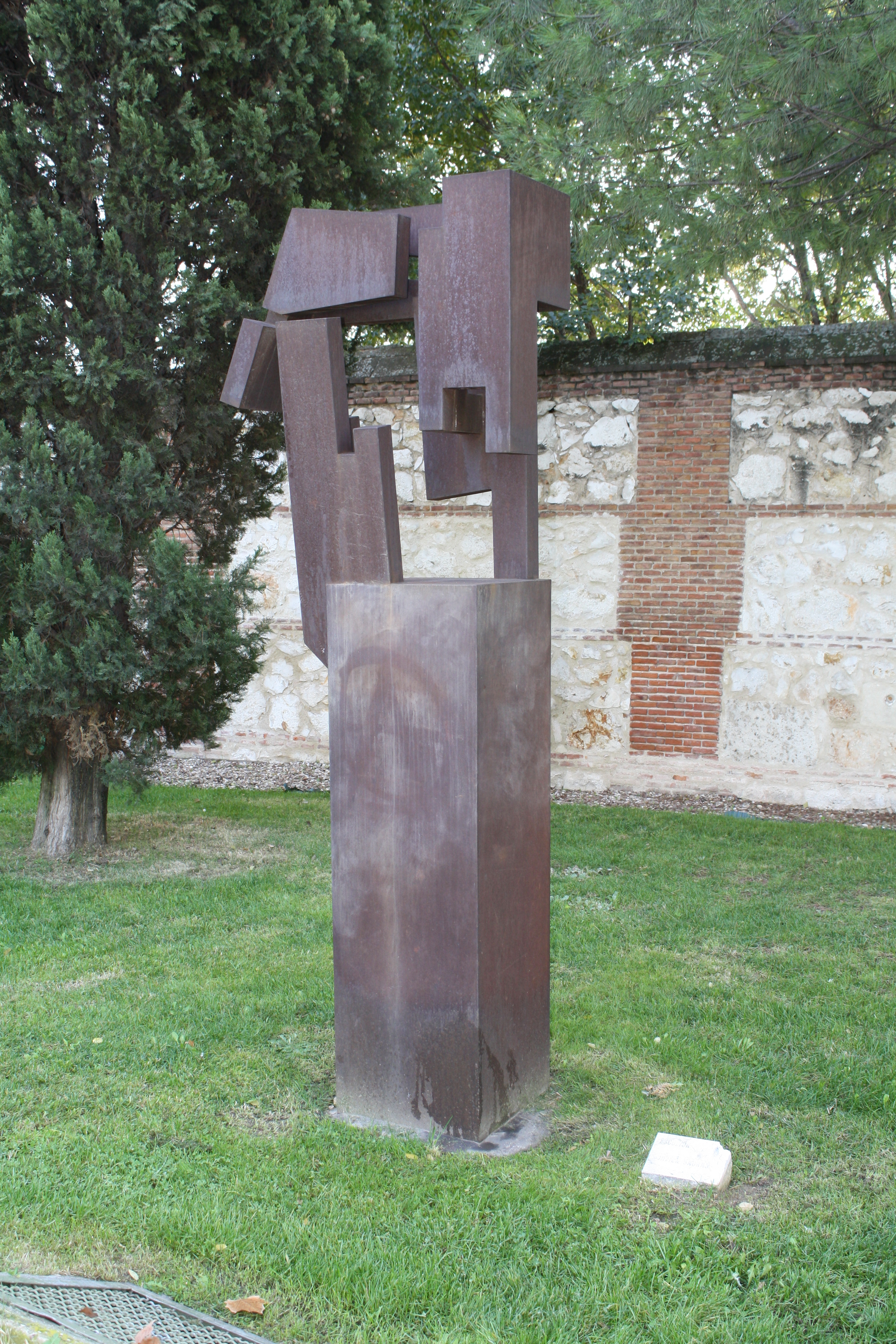
Javier Sauras. El Poder de la Cifra (1993)
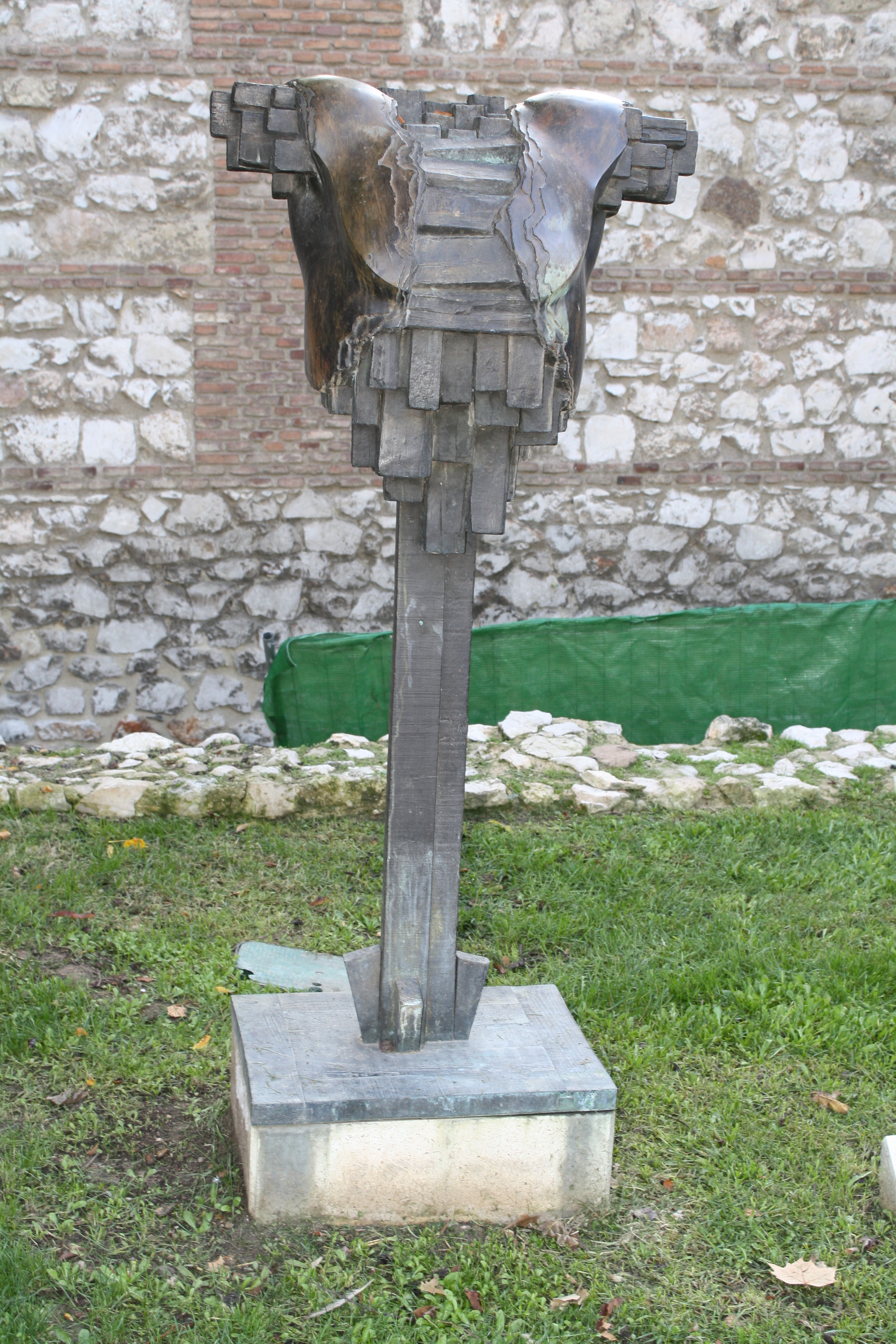
Carlos García Muela
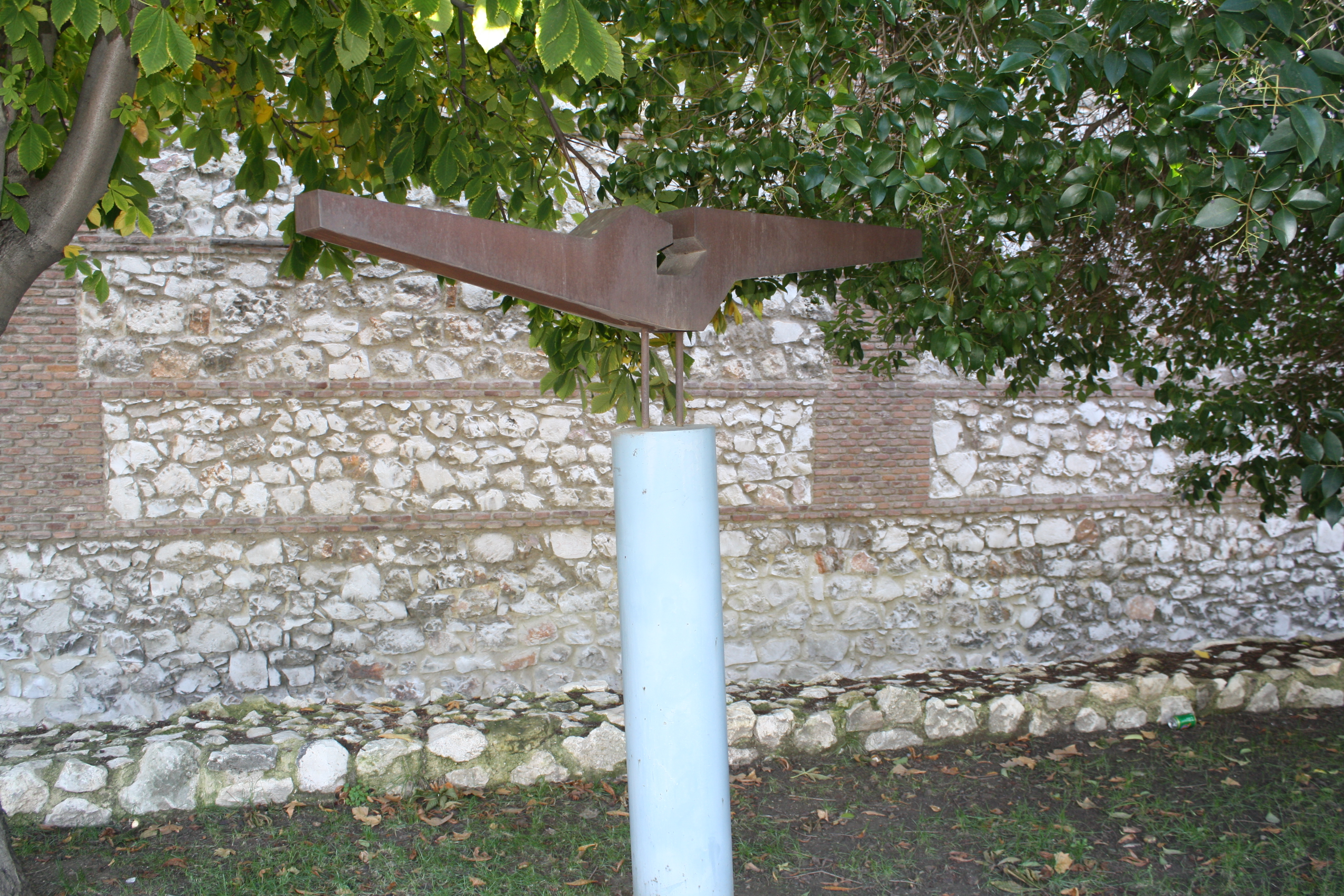
Ricardo Beleña
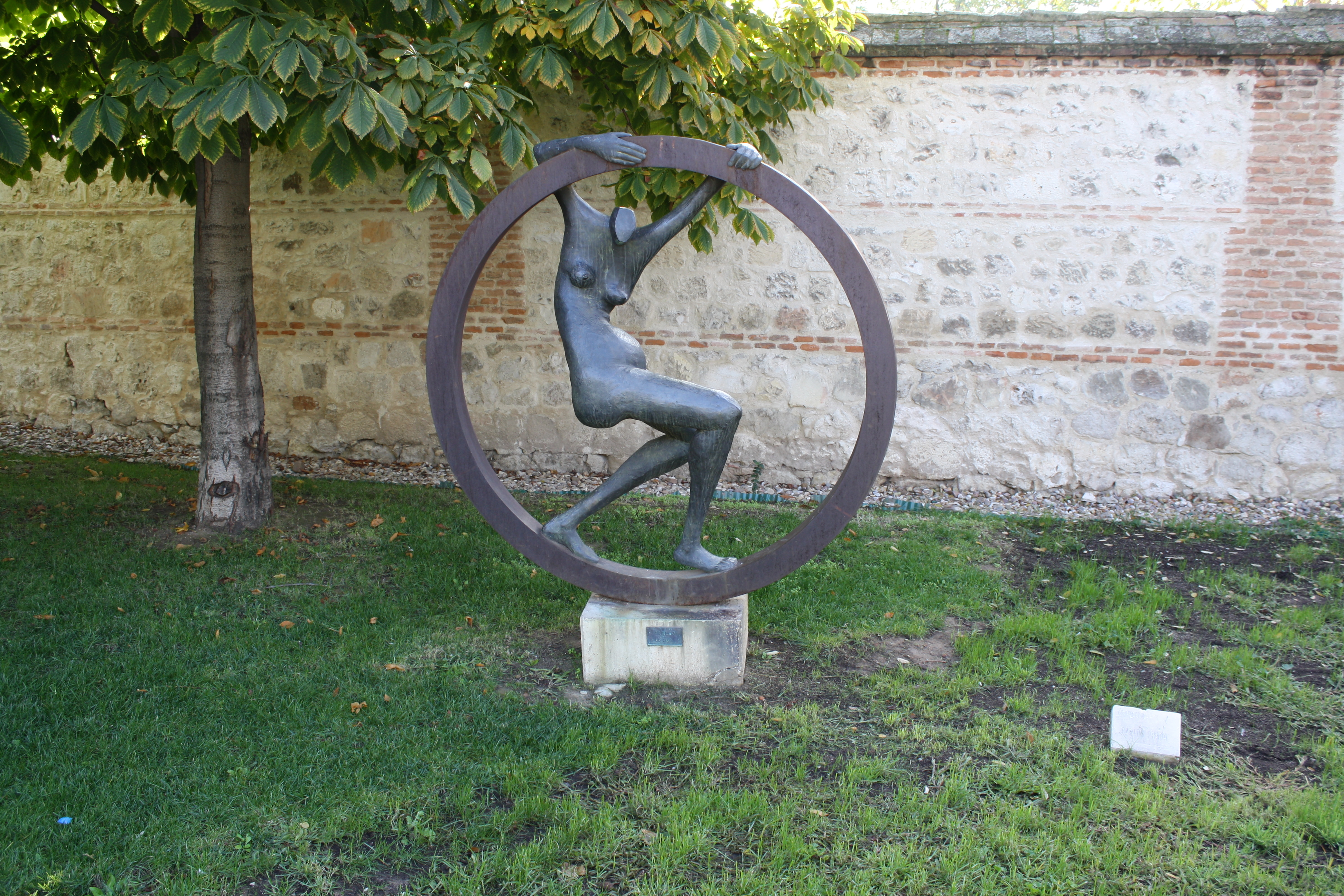
Carlos Prada
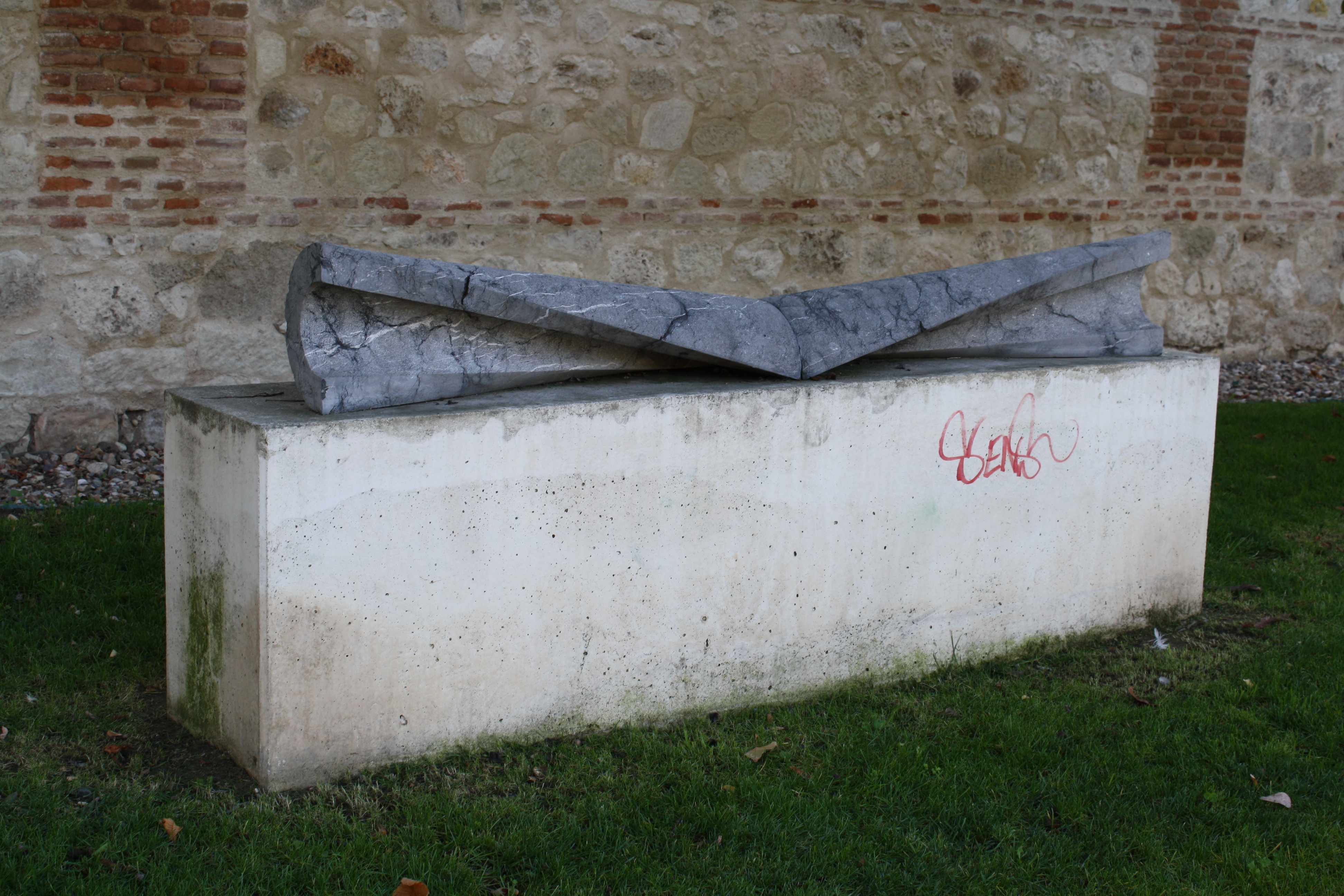
Xabier Laka
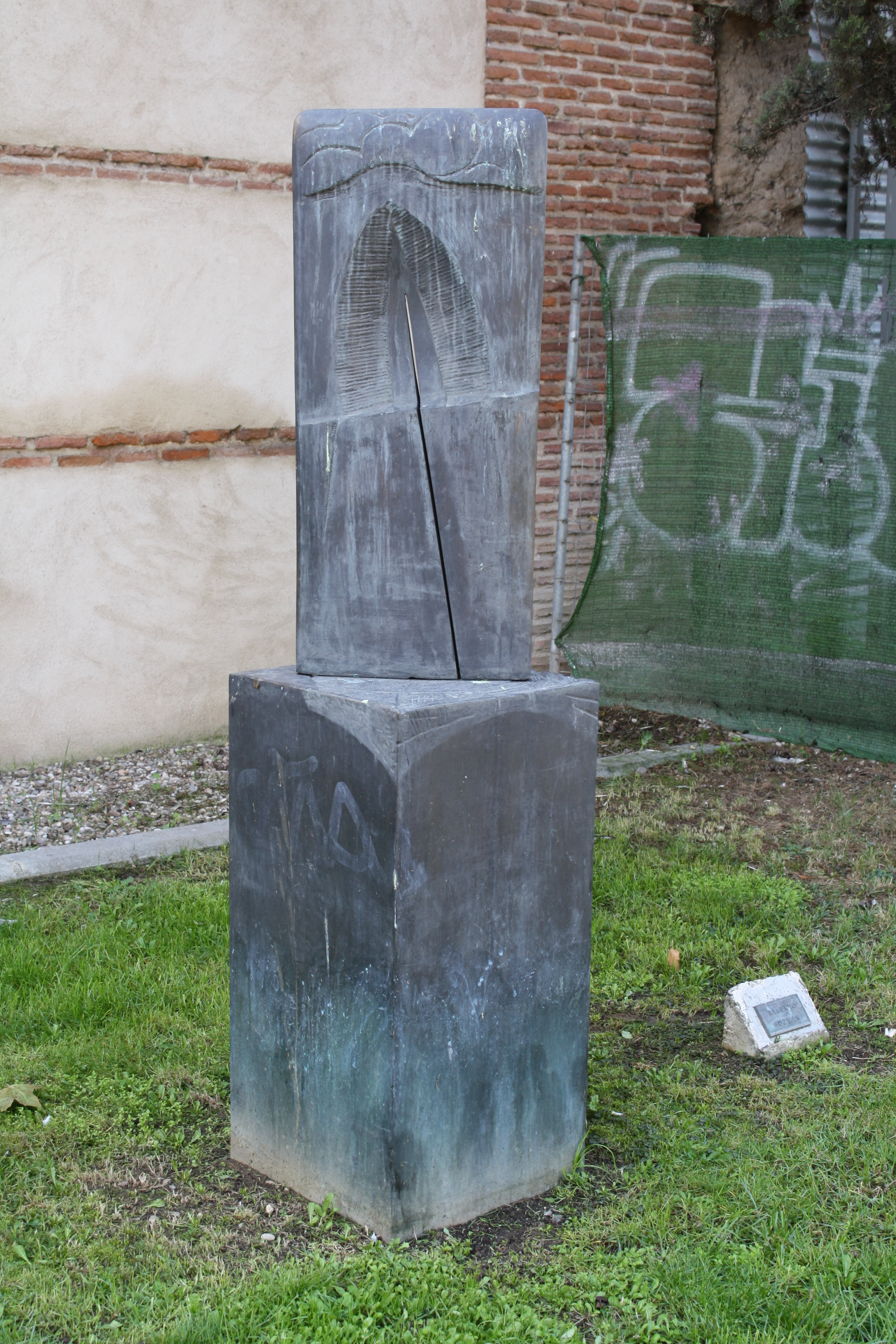
Alberto Guzmán
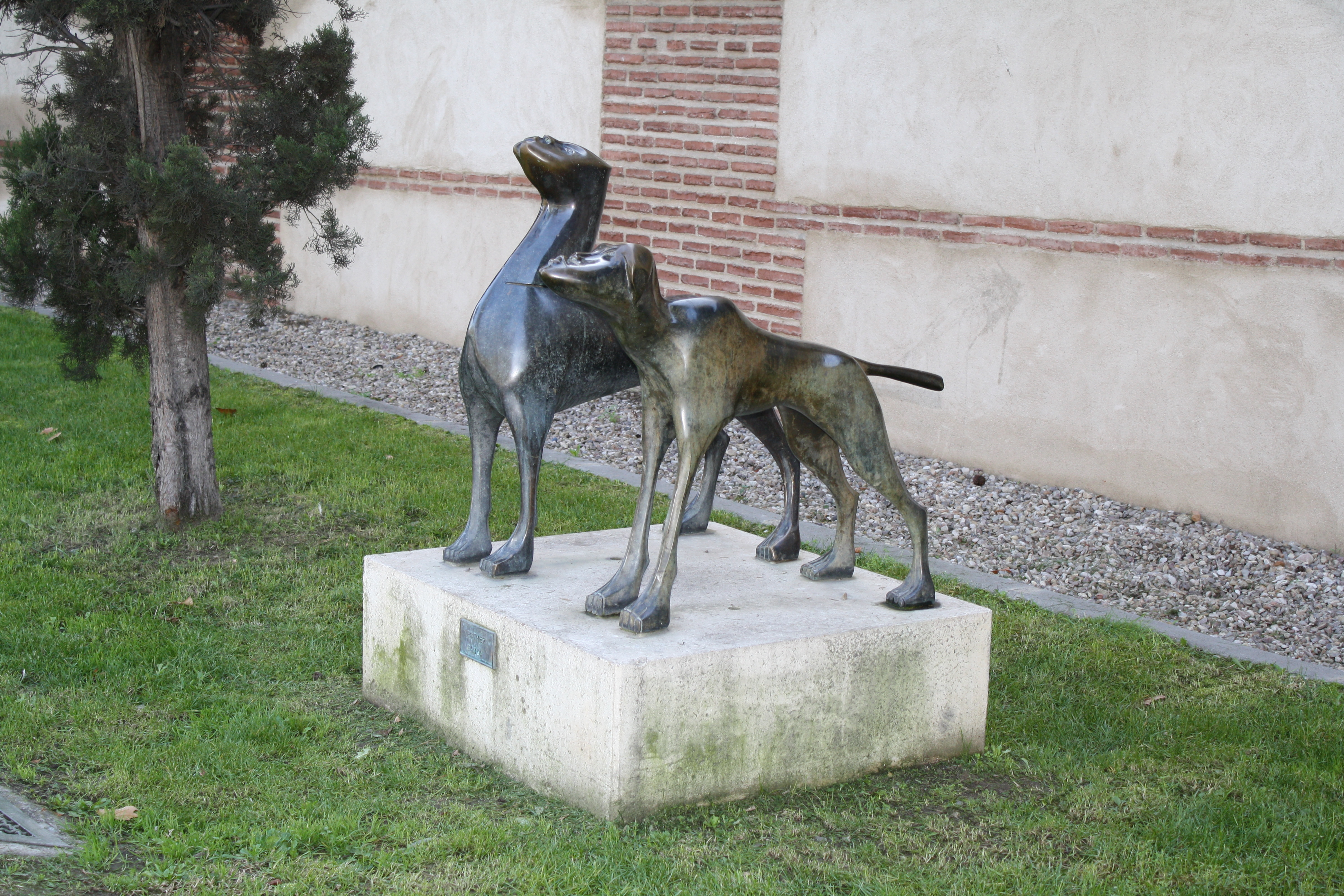
Gaudi Esté
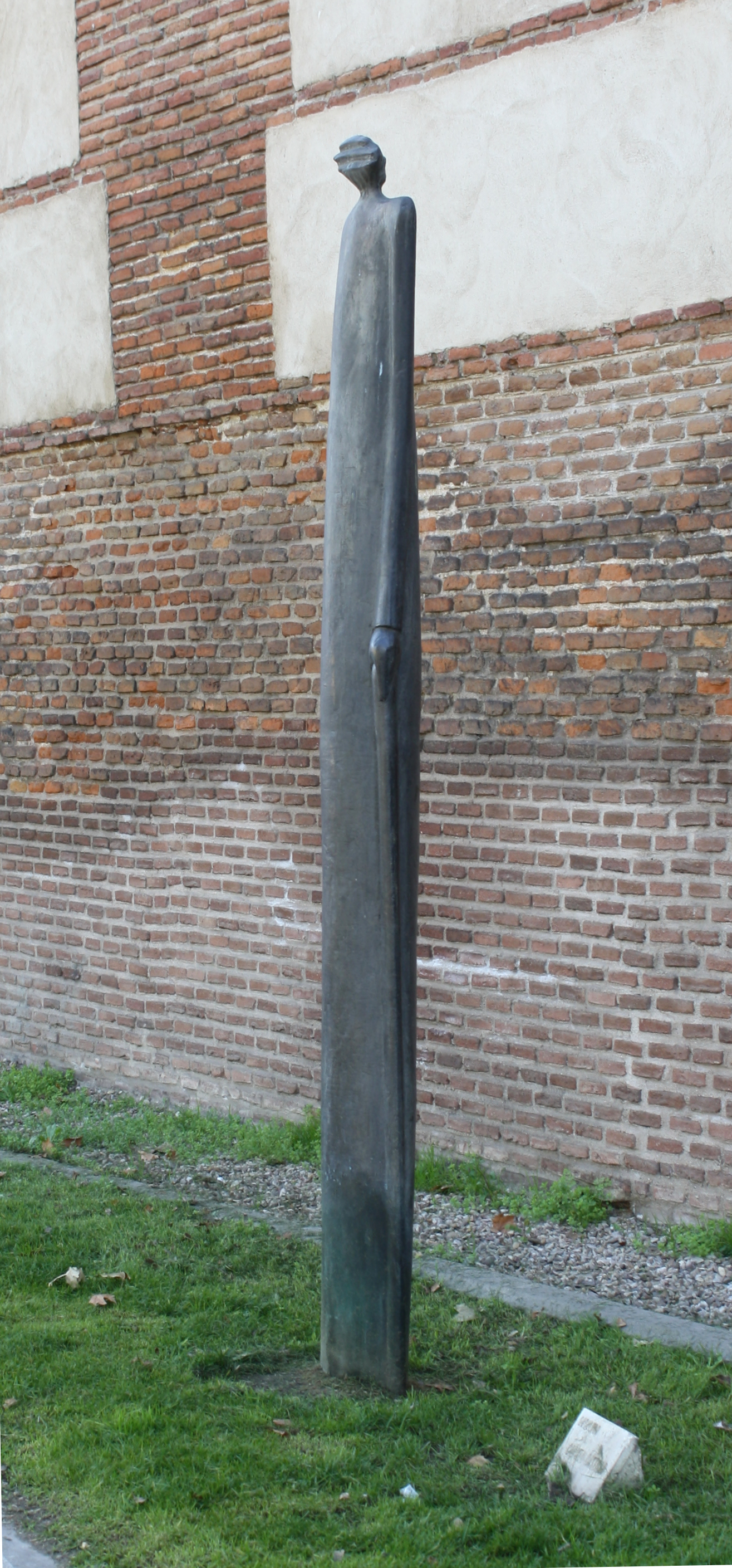
Carmen Castillo
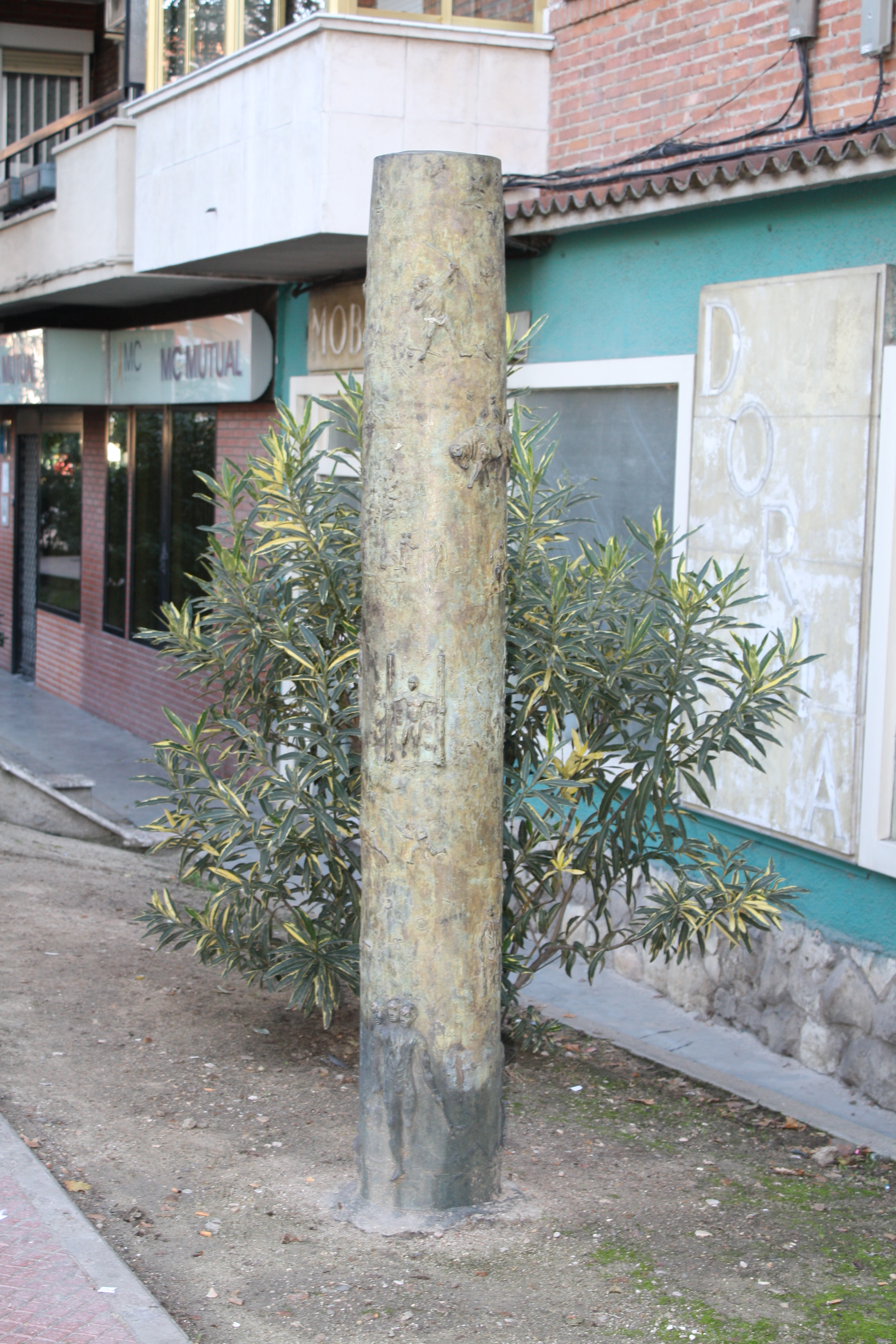
Cristóbal
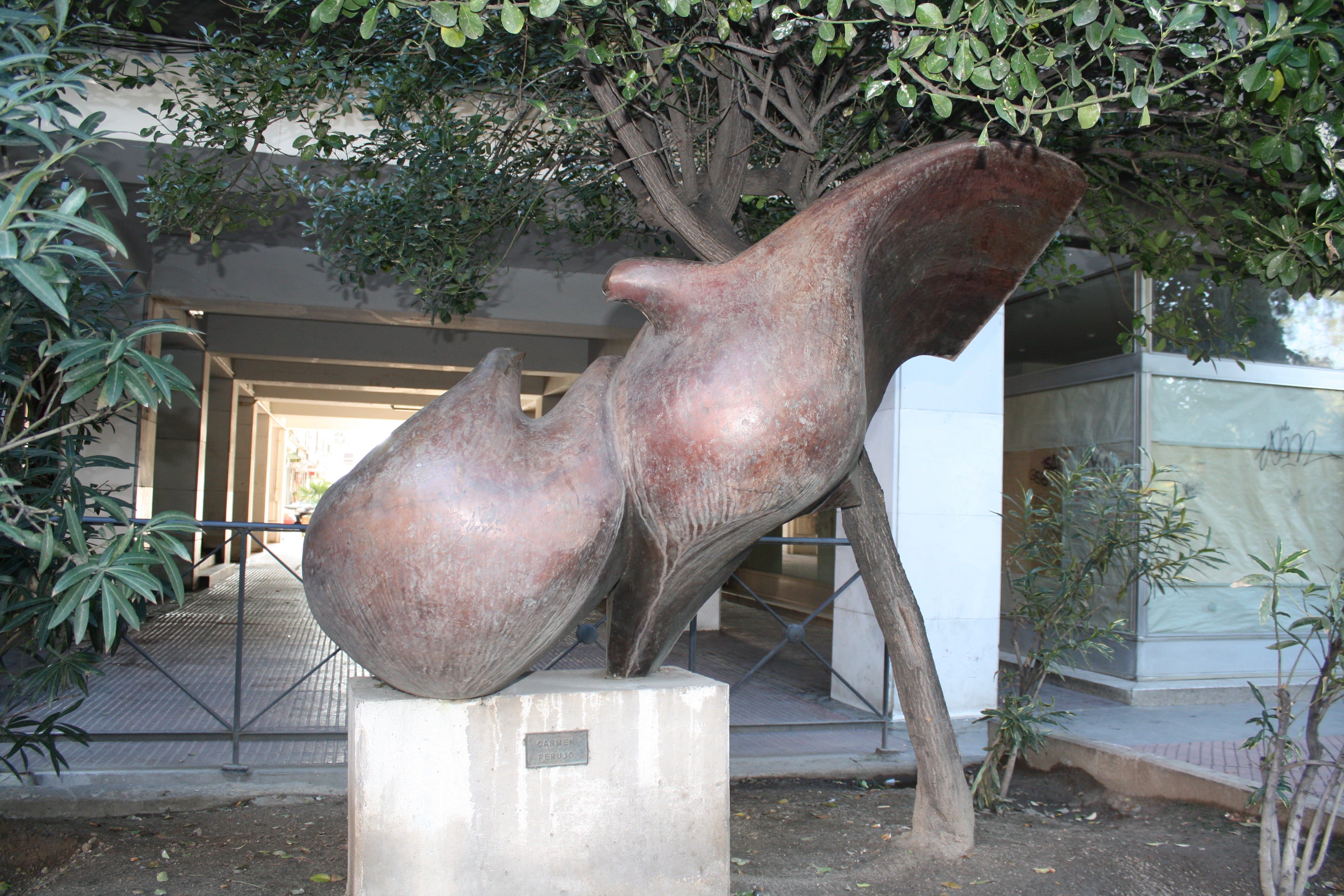
Carmen Perujo
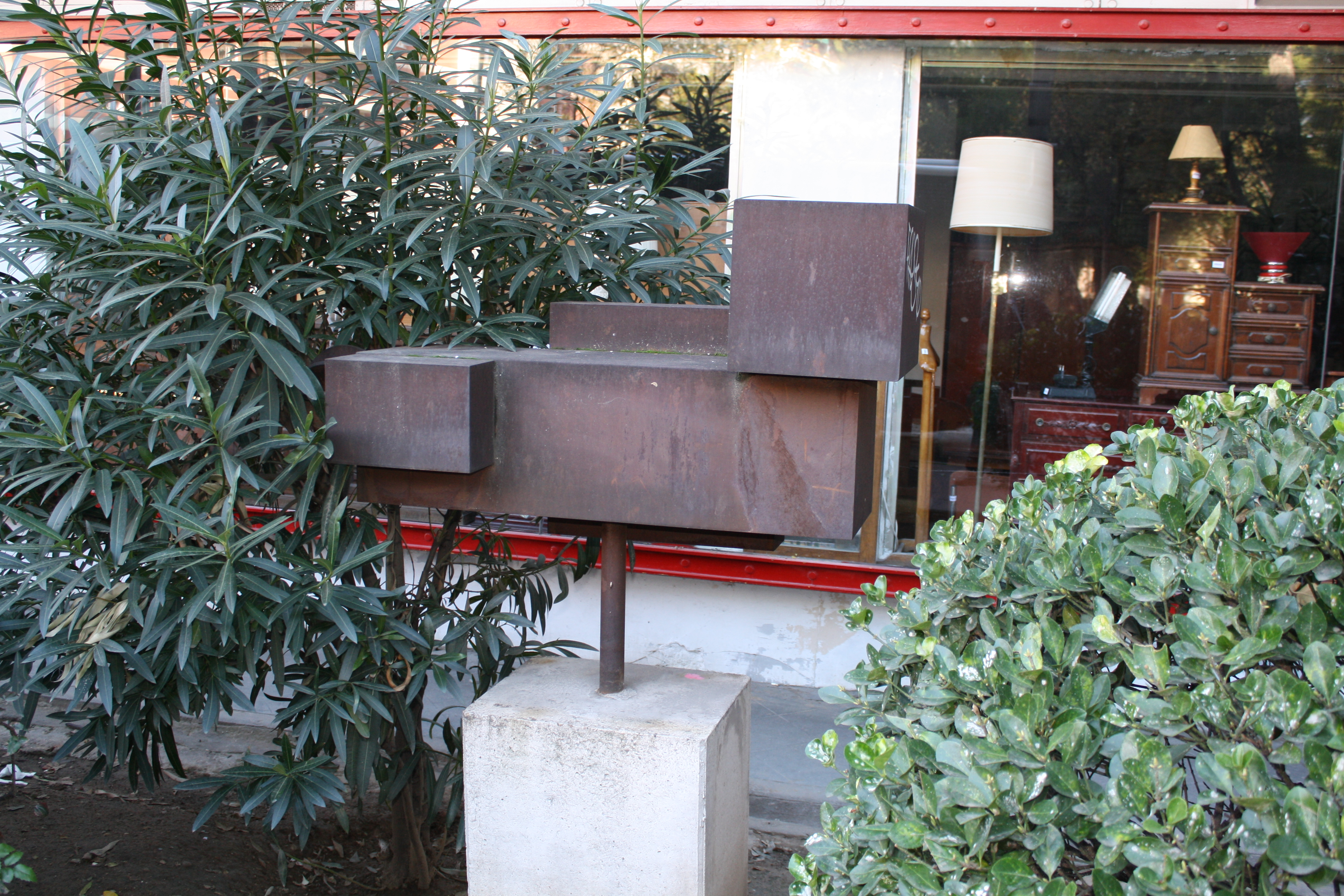
Nassio Bayarri
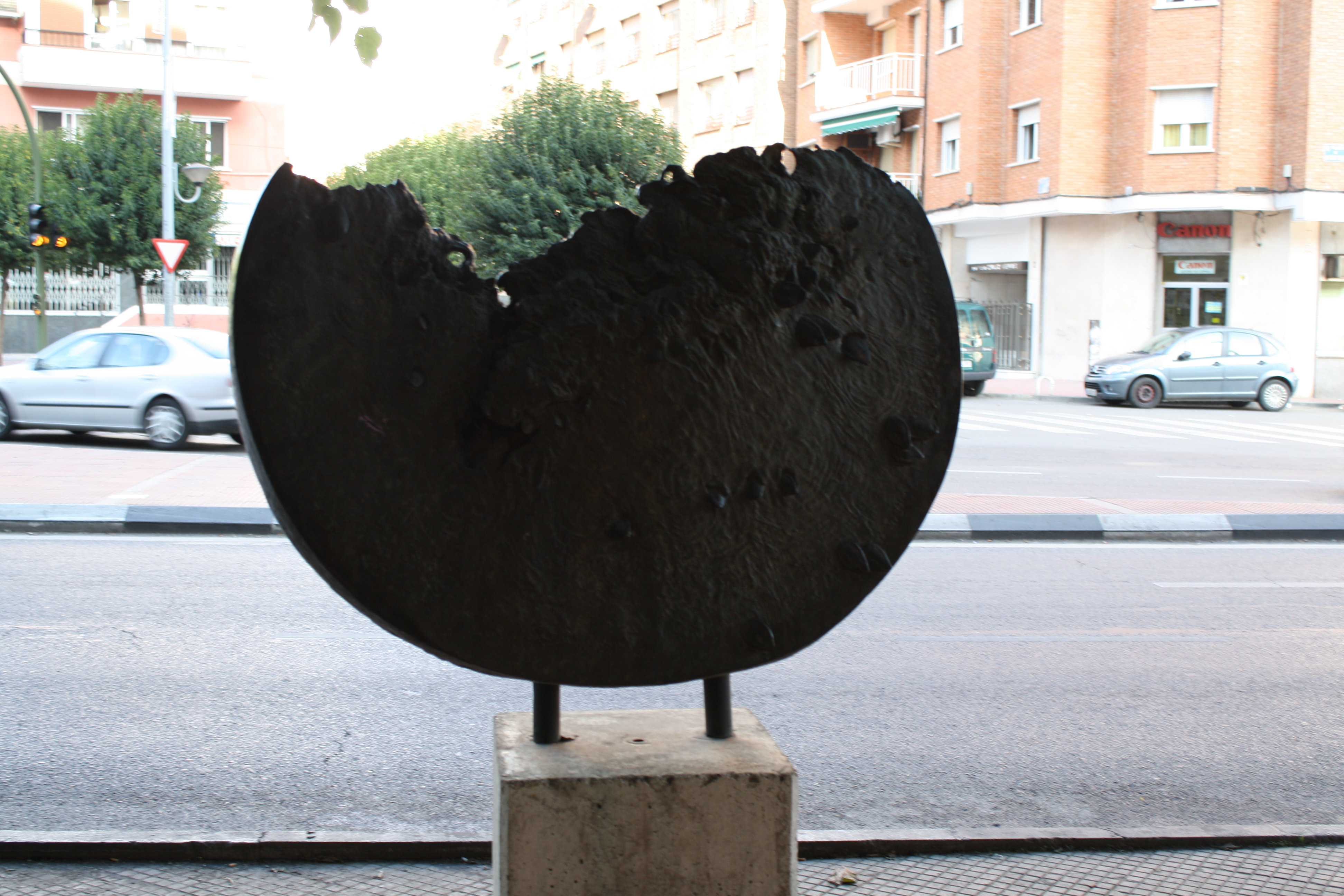
Rafael Muyor
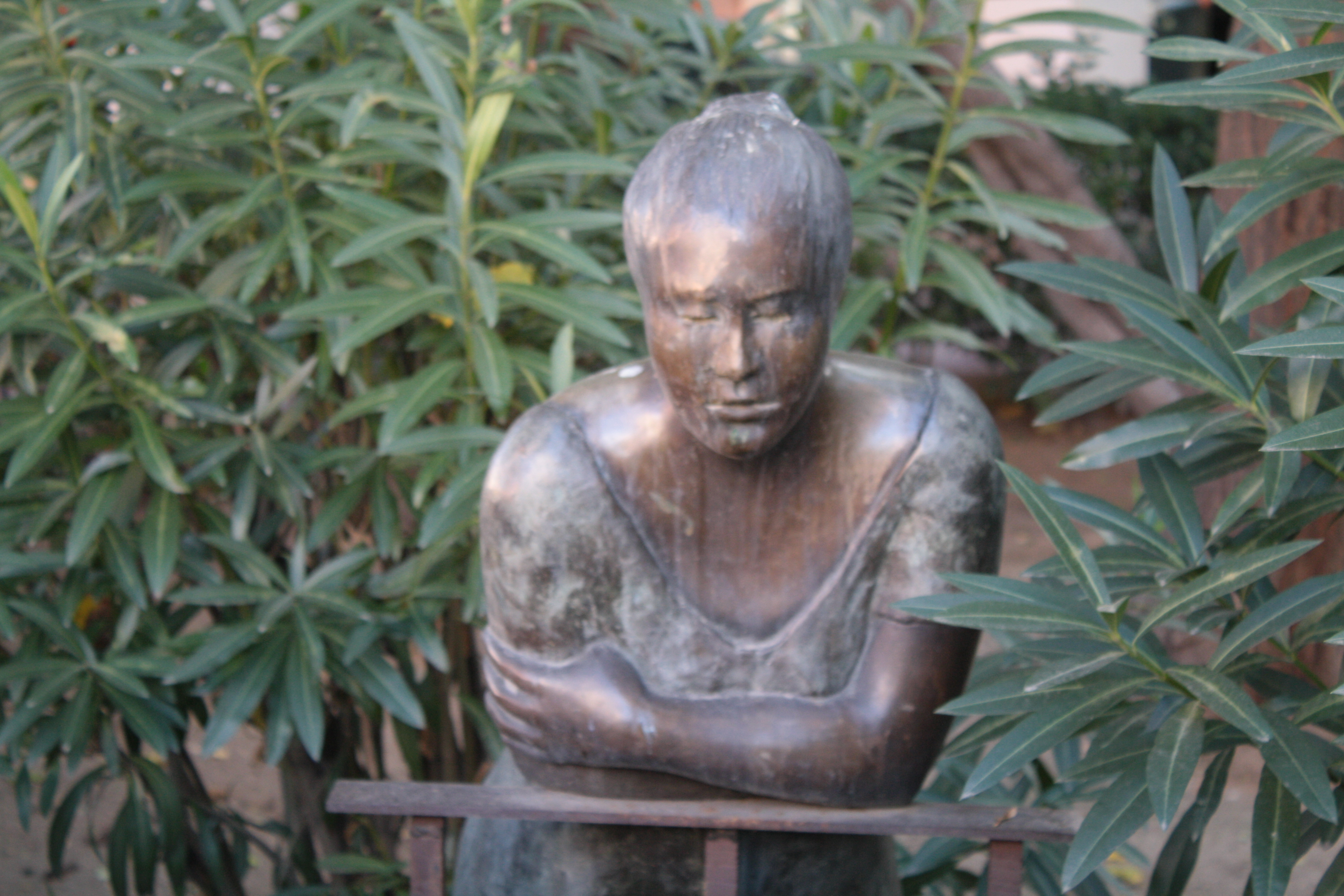
Beatiz Kohn
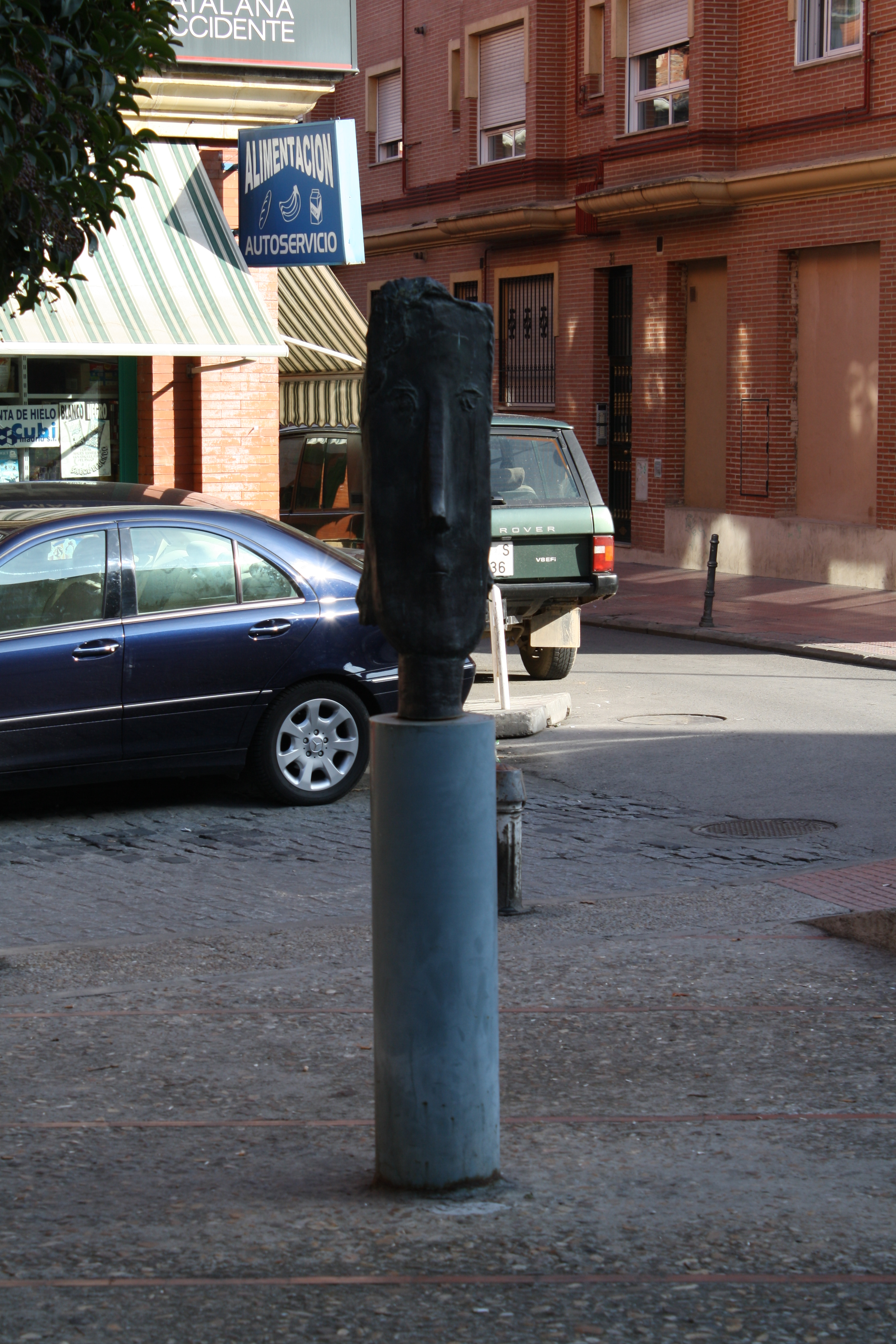
Encarnación Hernández
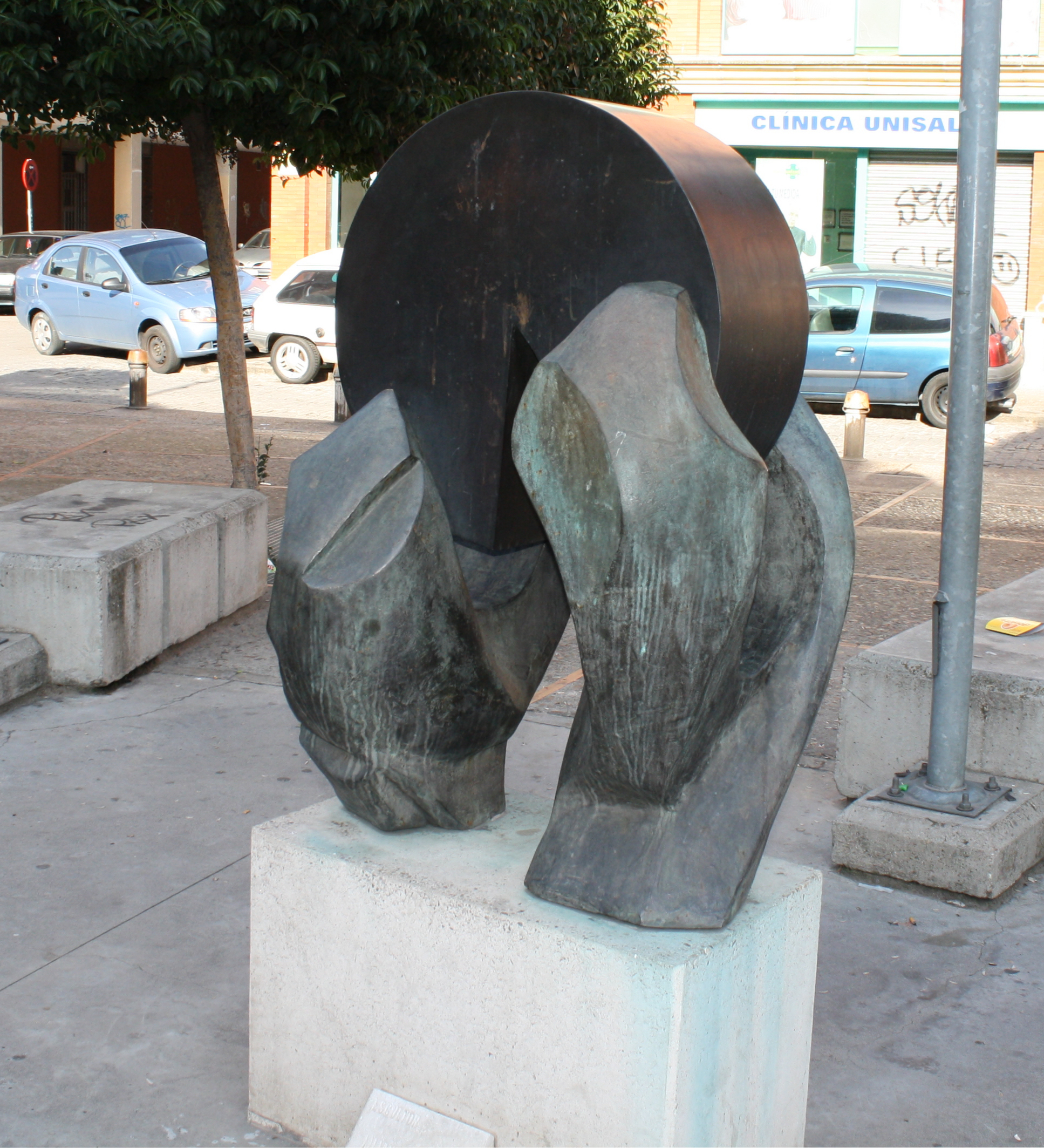
Lilianne Katsuki
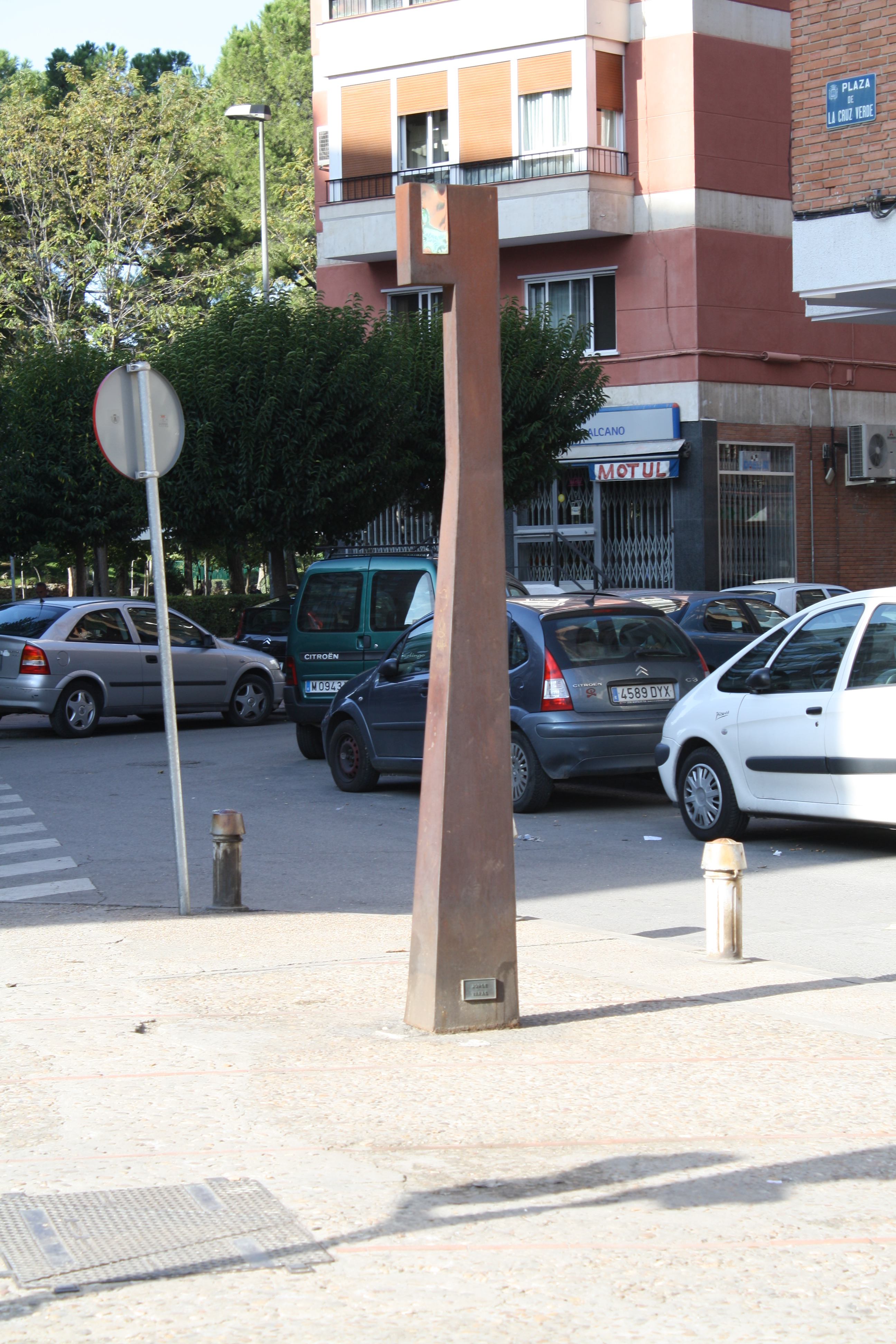
Jorge Varas
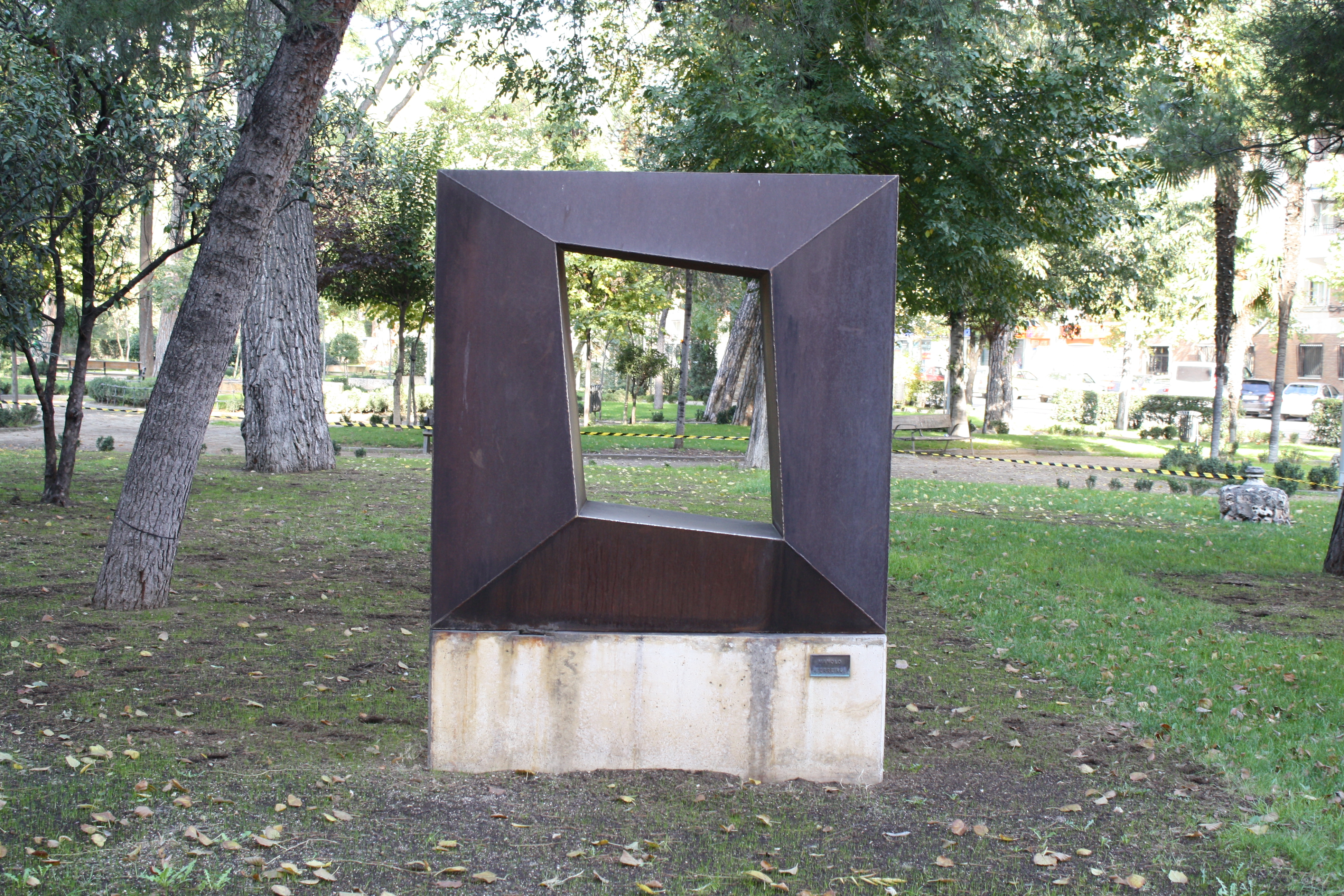
Ferreiro Badía
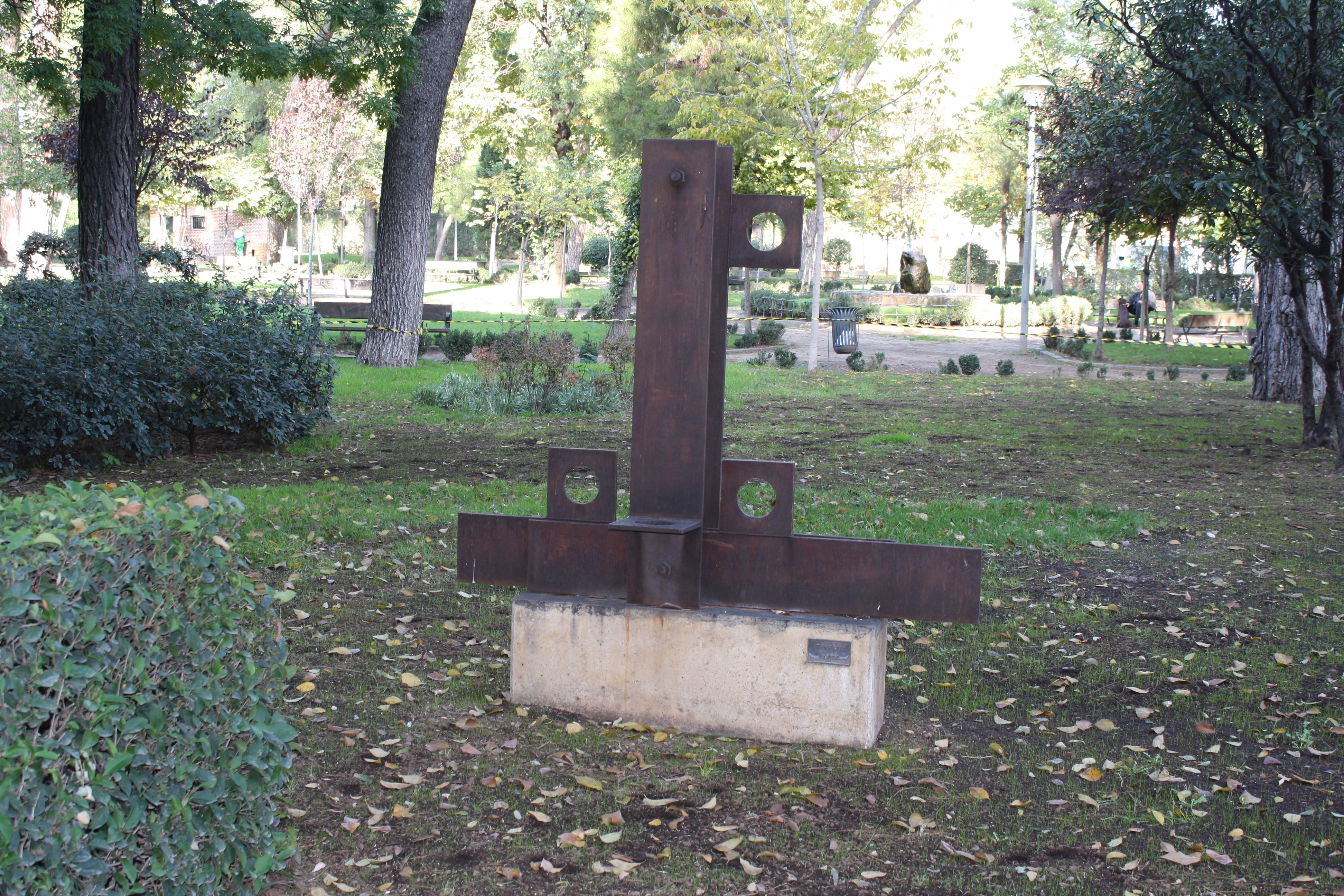
Ernesto Knörr
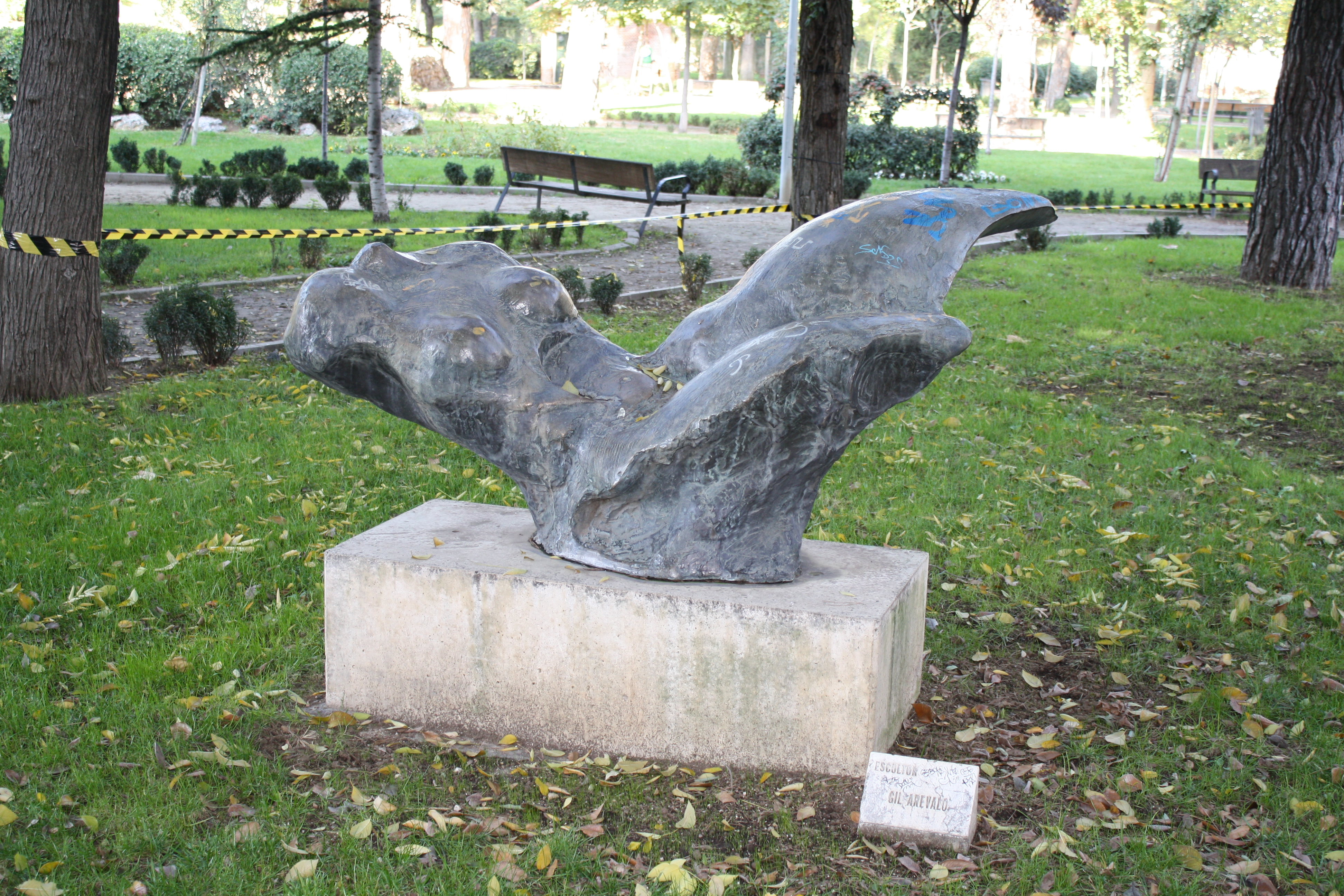
Gil Arévalo
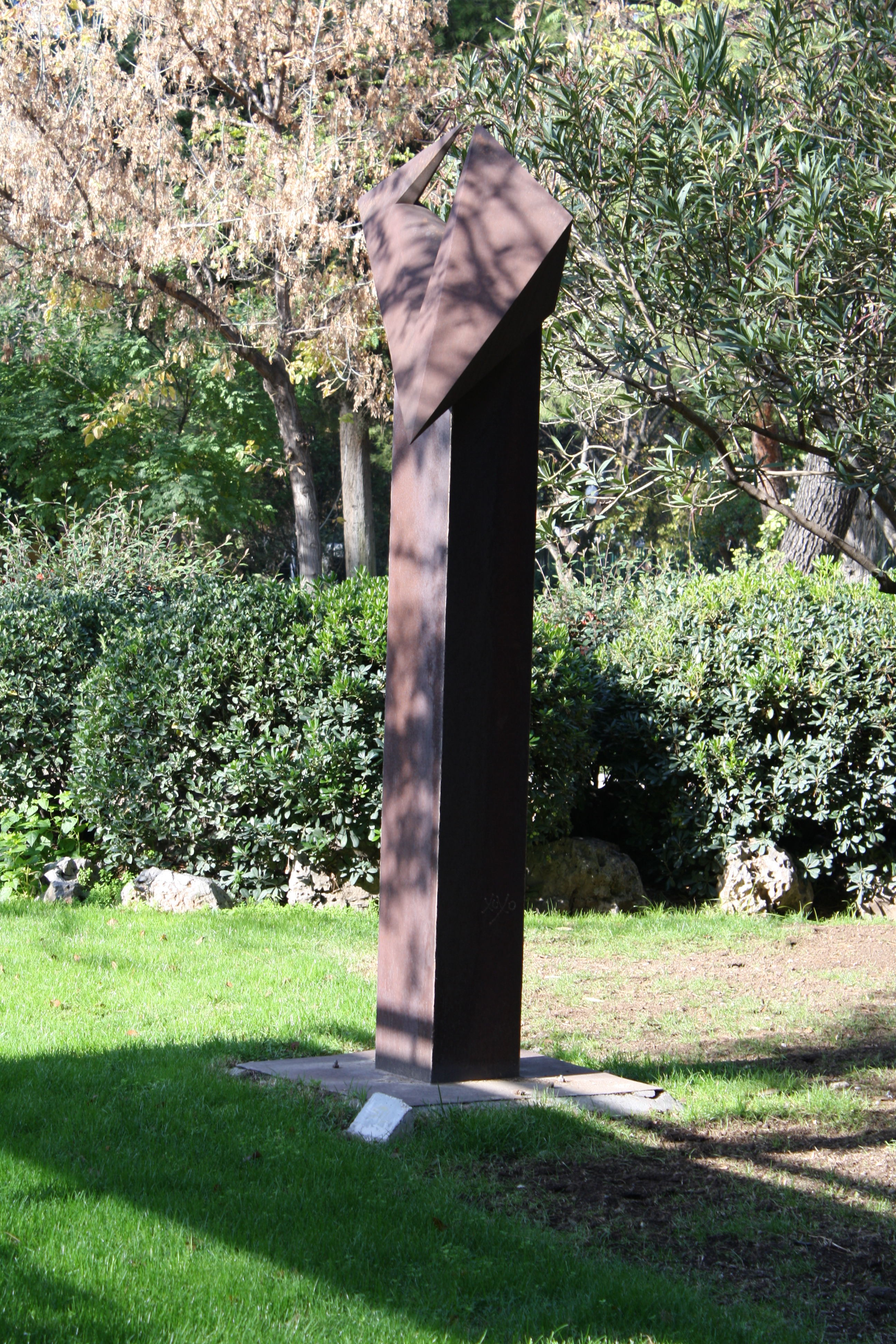
Xuxo Vázquez
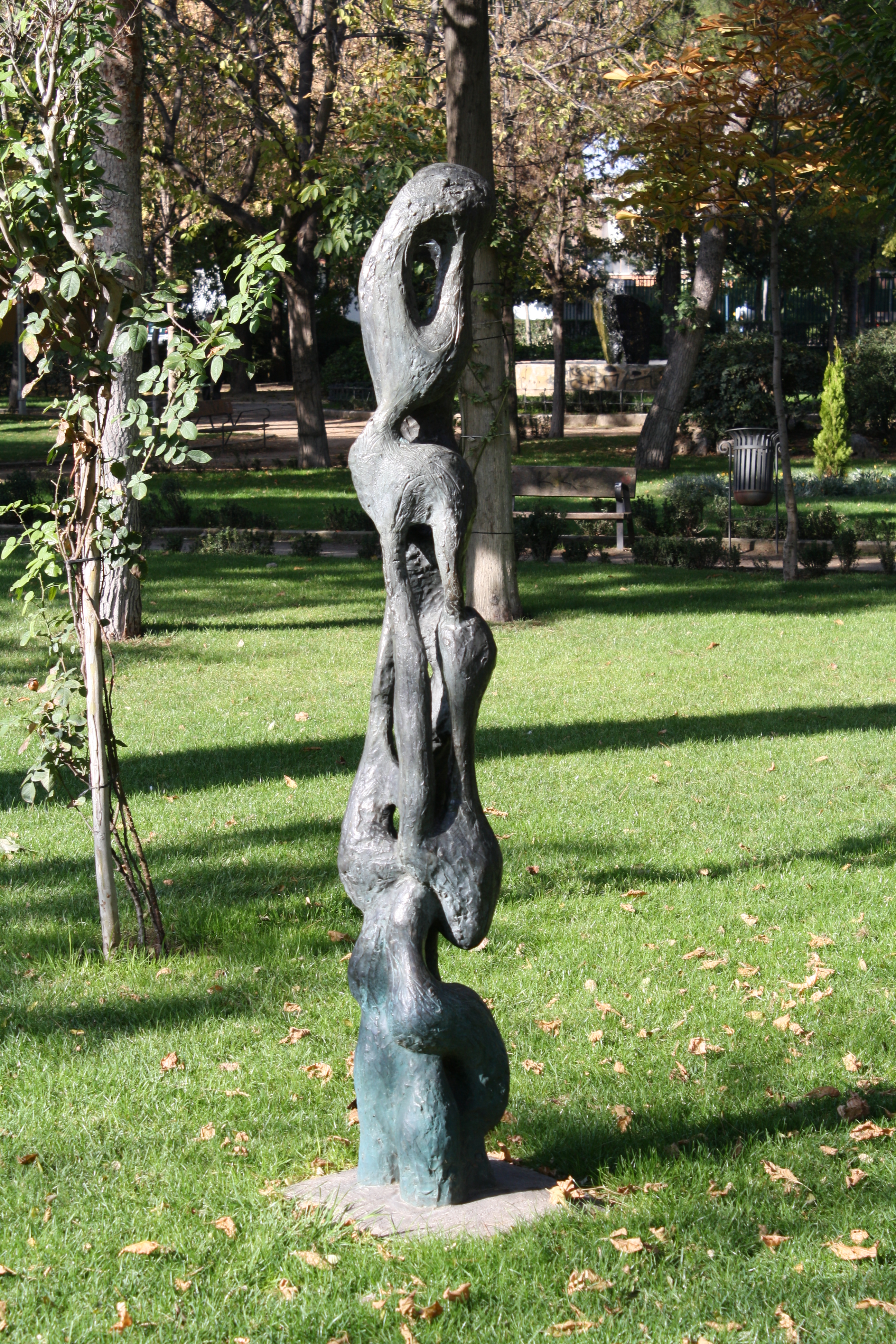
Berrutti
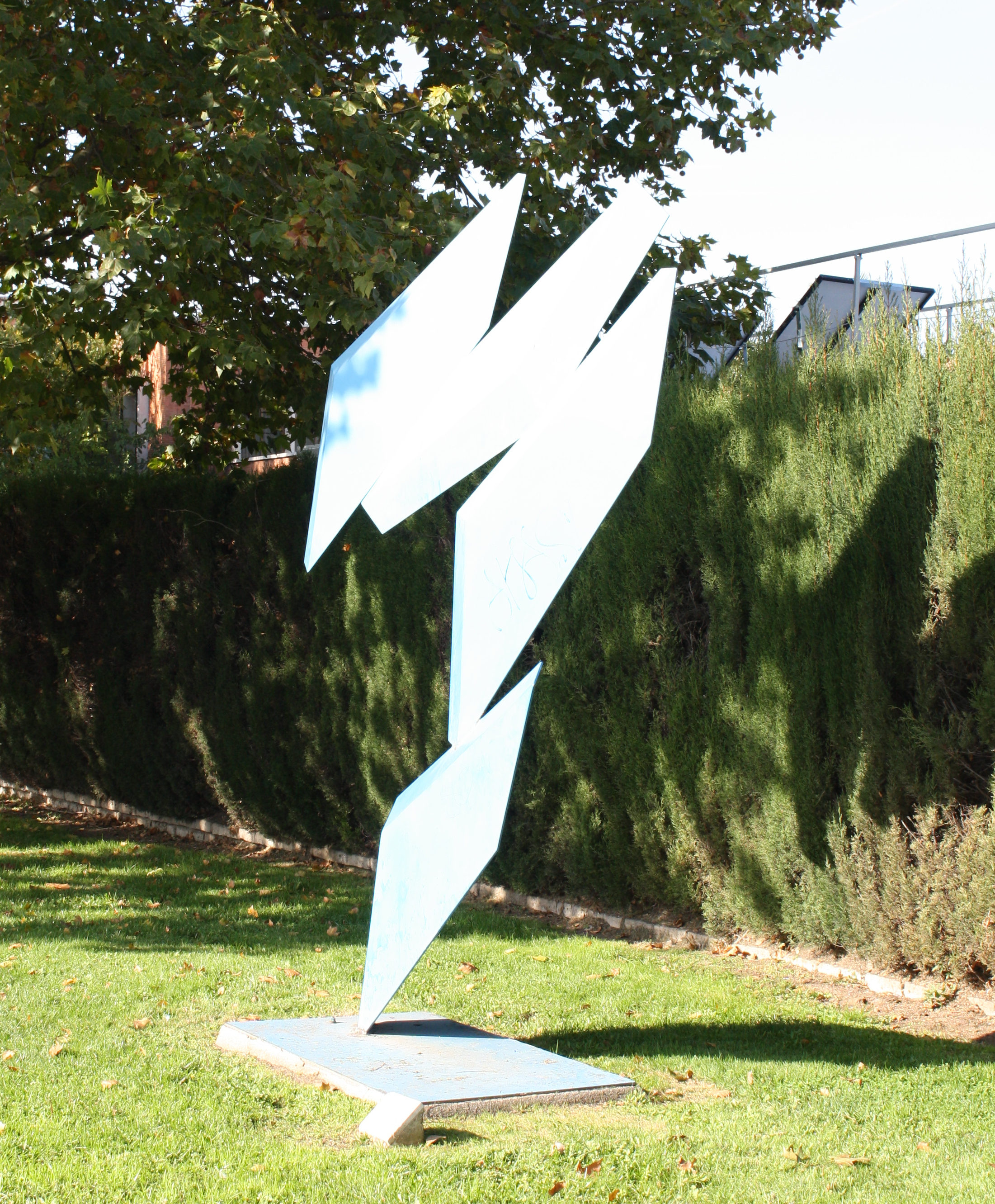
Rafael Barrios
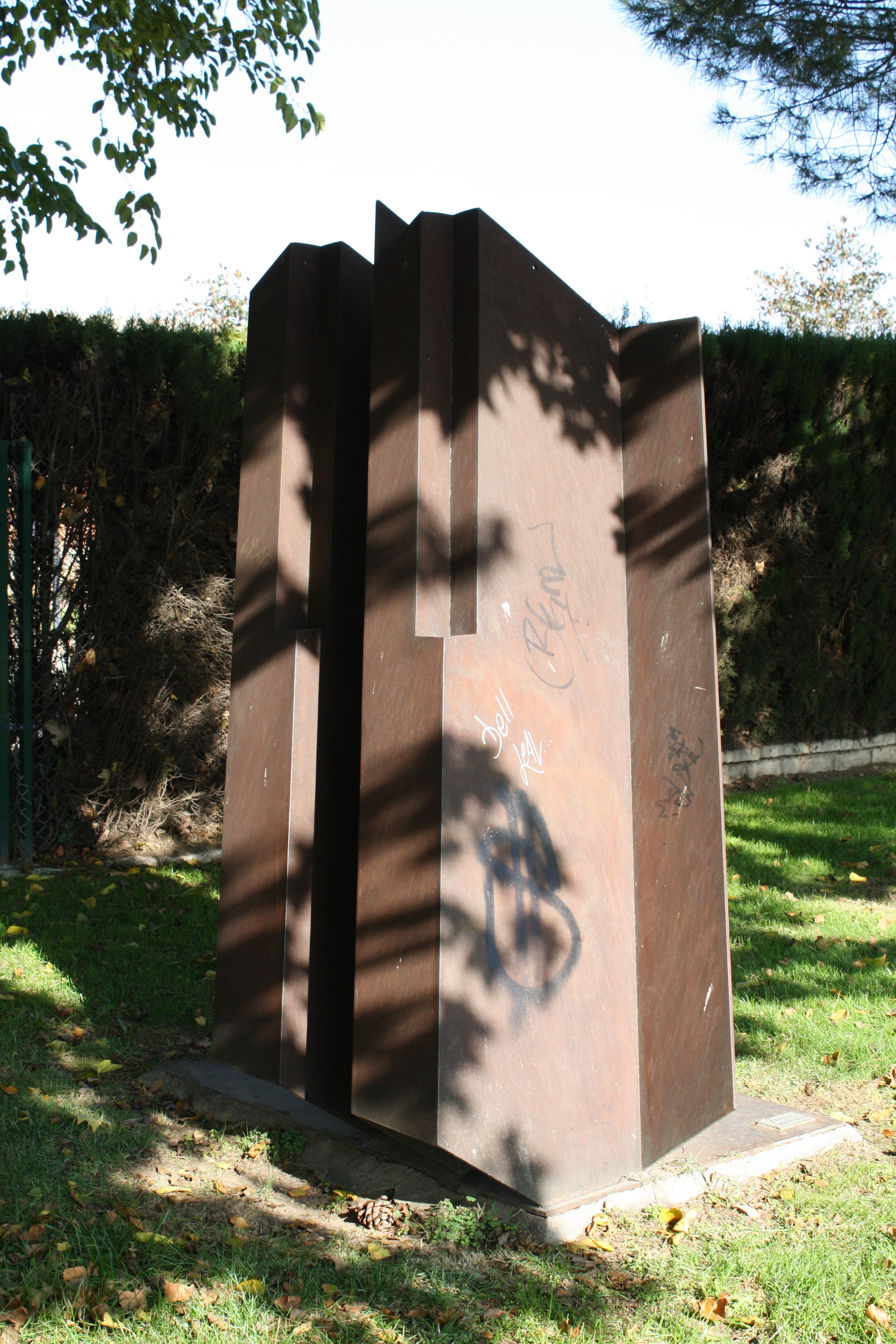
Carlos Evangelista
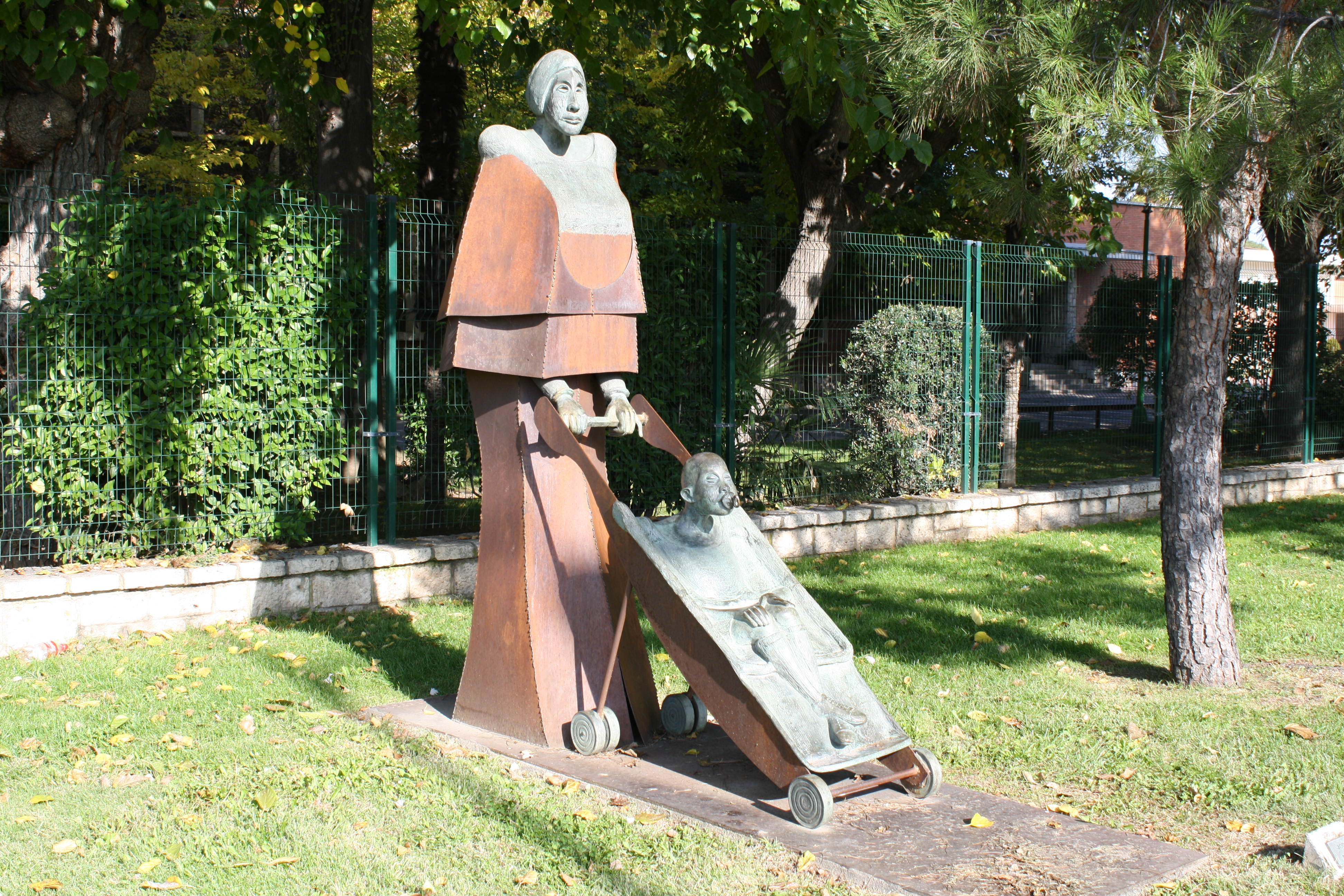
Jorge Seguí
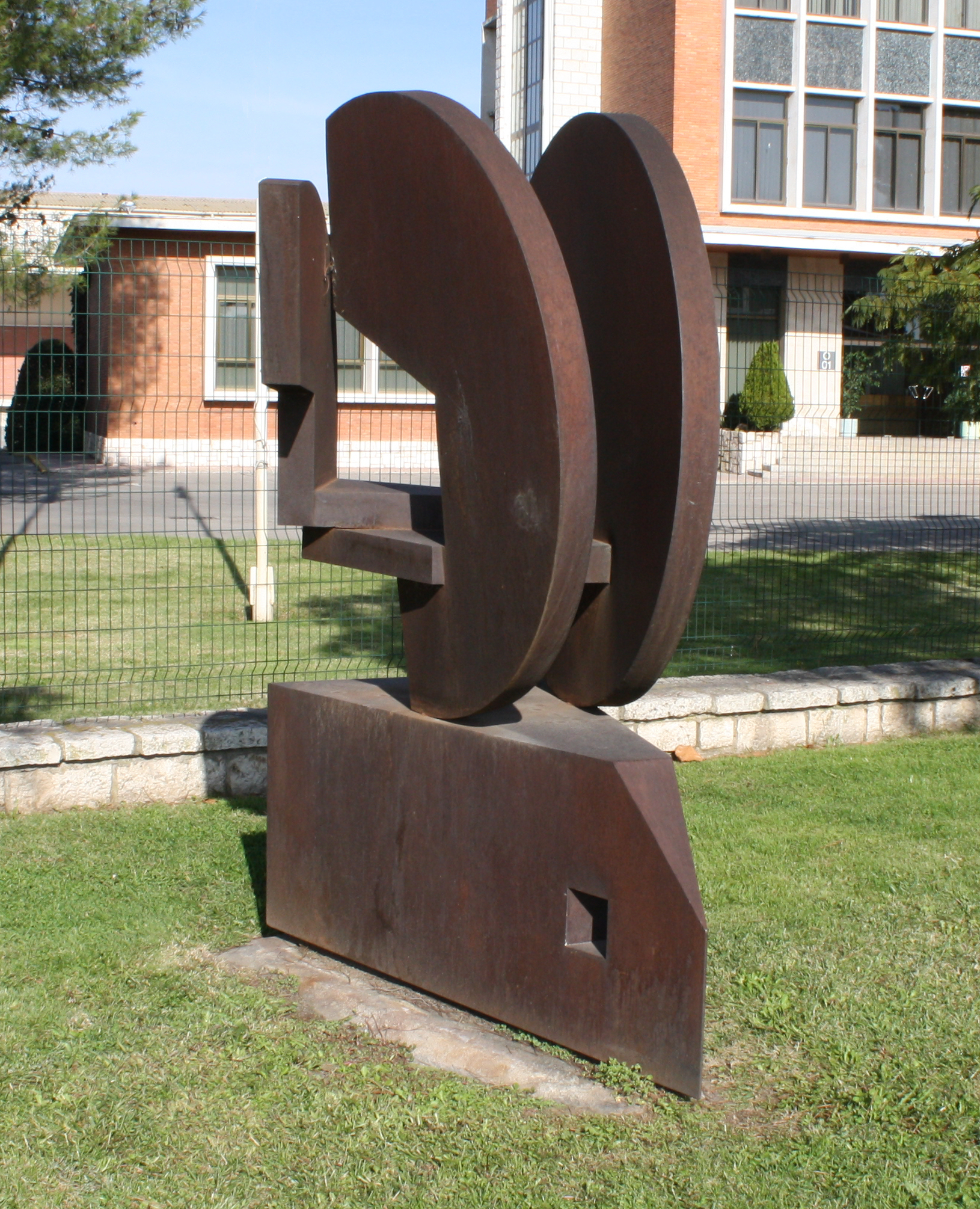
Aizkorbe
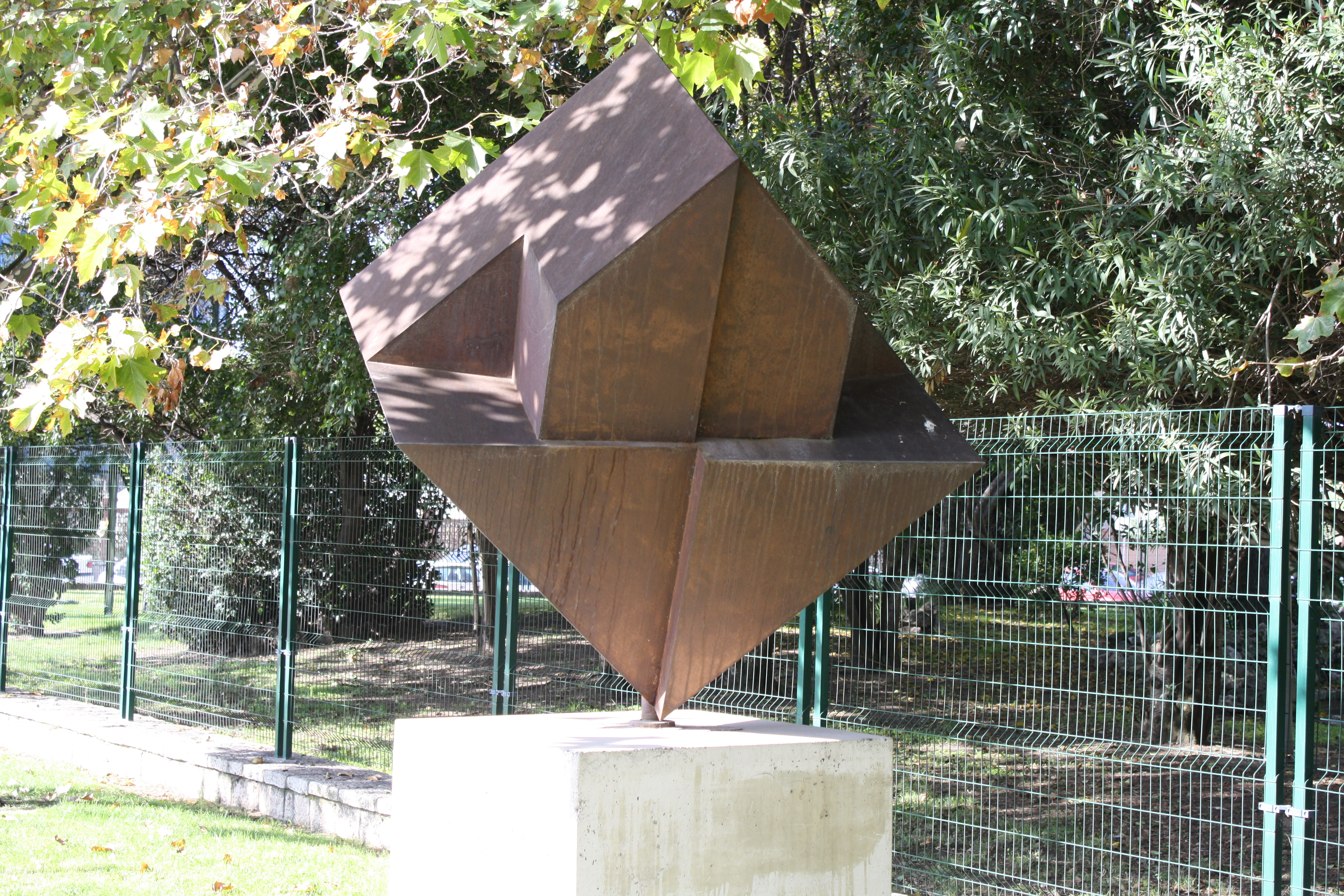
Luis Caruncho